# Wapienica (Bielsko-Biała)
Wapienica (niem. Lobnitz) – wysunięta najbardziej na zachód i południe część Bielska-Białej, położona w dolinie rzeki Wapienicy, u podnóża Beskidu Śląskiego.
Została założona w XVI w. i do 1977 r. stanowiła odrębną wieś, będącą przed 1945 gminą jednostkową, 1945–54 wsią w gminie Jaworze, 1954–72 siedzibą gromady Wapienica, a w 1973–77 siedzibą gminy Wapienica.
Od 2002 r. obszar dzielnicy wchodzi w skład osiedla (jednostki pomocniczej gminy) o tej samej nazwie, które obejmuje również zachodnią część Aleksandrowic i południowo-wschodnią Kamienicę.
Zwyczajowo dzielnicę dzieli się na Wapienicę Dolną (północną, uprzemysłowioną część) oraz Wapienicę Górną (południową część, obejmującą osiedla willowe i tereny górskie).

## Położenie
Wapienica leży w zachodniej części Bielska-Białej, na zachód od rzeki Wapienicy (administracyjne osiedle Wapienica obejmuje także obszar na wschód od niej).
Wyżynna część dzielnicy znajduje się na Pogórzu Śląskim (w mikroregionie o nazwie Dział Bielski), które jest częścią Pogórza Zachodniobeskidzkiego. Do Wapienicy należą również wysunięte na południe miasta tereny górskie, wchodzące w skład pasma Beskidu Śląskiego – Dolina Wapienicy i szczyty wokół niej (m.in. Klimczok, Palenica i Szyndzielnia).
Współrzędne geograficzne dla centrum Wapienicy wynoszą 49°48′30″N 18°59′02″E/49,808333 18,983889.
Granice dawnej wsi wyznaczają: od północy, zachodu, południa i częściowo wschodu dzisiejsza granica miasta, a ponadto od wschodu rzeka Wapienica i jej dopływ, Potok Żydowski.
Wapienica graniczy:
- od północy z Międzyrzeczem Górnym
- od zachodu z Jasienicą i Jaworzem
- od południa z Brenną i Szczyrkiem
- od wschodu z Bystrą oraz dzielnicami Bielska-Białej – Olszówką Górną, Kamienicą, Aleksandrowicami i Starym Bielskiem.

Rozciągłość dzielnicy w kierunku równoleżnikowym wynosi 2,7 km, a południkowym 11,7 km.

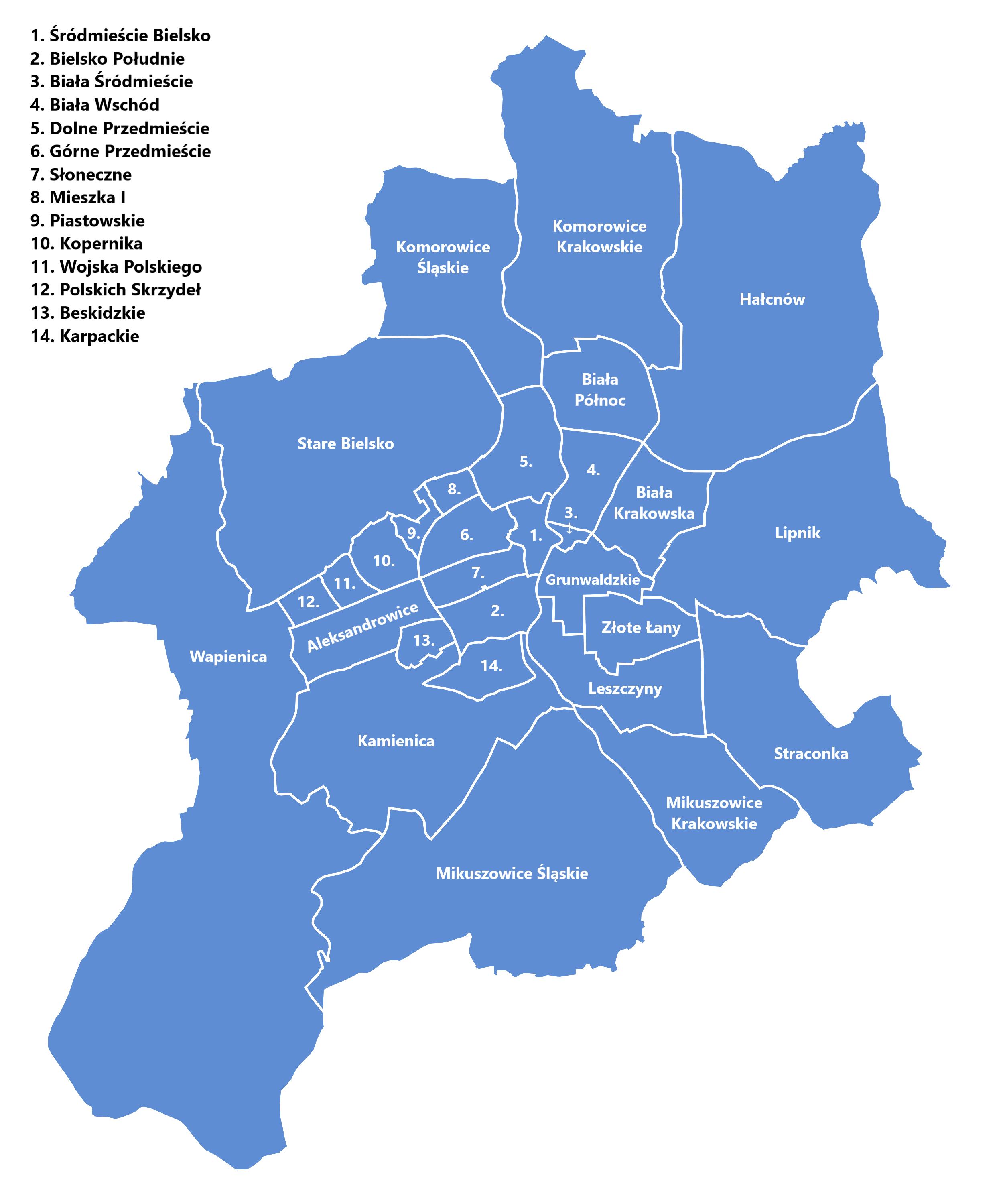
Podział administracyjny Bielska-Białej. Osiedle Wapienica zaznaczone na kolor złoty

Najwyższym punktem Wapienicy, jak i całego miasta, jest szczyt Klimczoka (1117 m n.p.m.).
Odległość w linii prostej z Wapienicy do ścisłego centrum miasta wynosi ok. 5 km.

## Wapienica jako osiedle
Obszar dzielnicy (dawnej wsi) wchodzi w skład osiedla Wapienica – jednej z jednostek pomocniczych gminy Bielsko-Biała, powołanych w 2002 r.
Osiedle ma powierzchnię 25,880 km², liczba ludności wynosi 10,5 tys. osób. Jest to największe pod względem powierzchni i trzecie pod względem ludności bielskie osiedle.
Siedziba rady osiedla mieści się przy ul. Cieszyńskiej 388. Jej przewodniczącym jest Zbigniew Mamorski.

## Przyroda

### Zbiorniki i cieki wodne

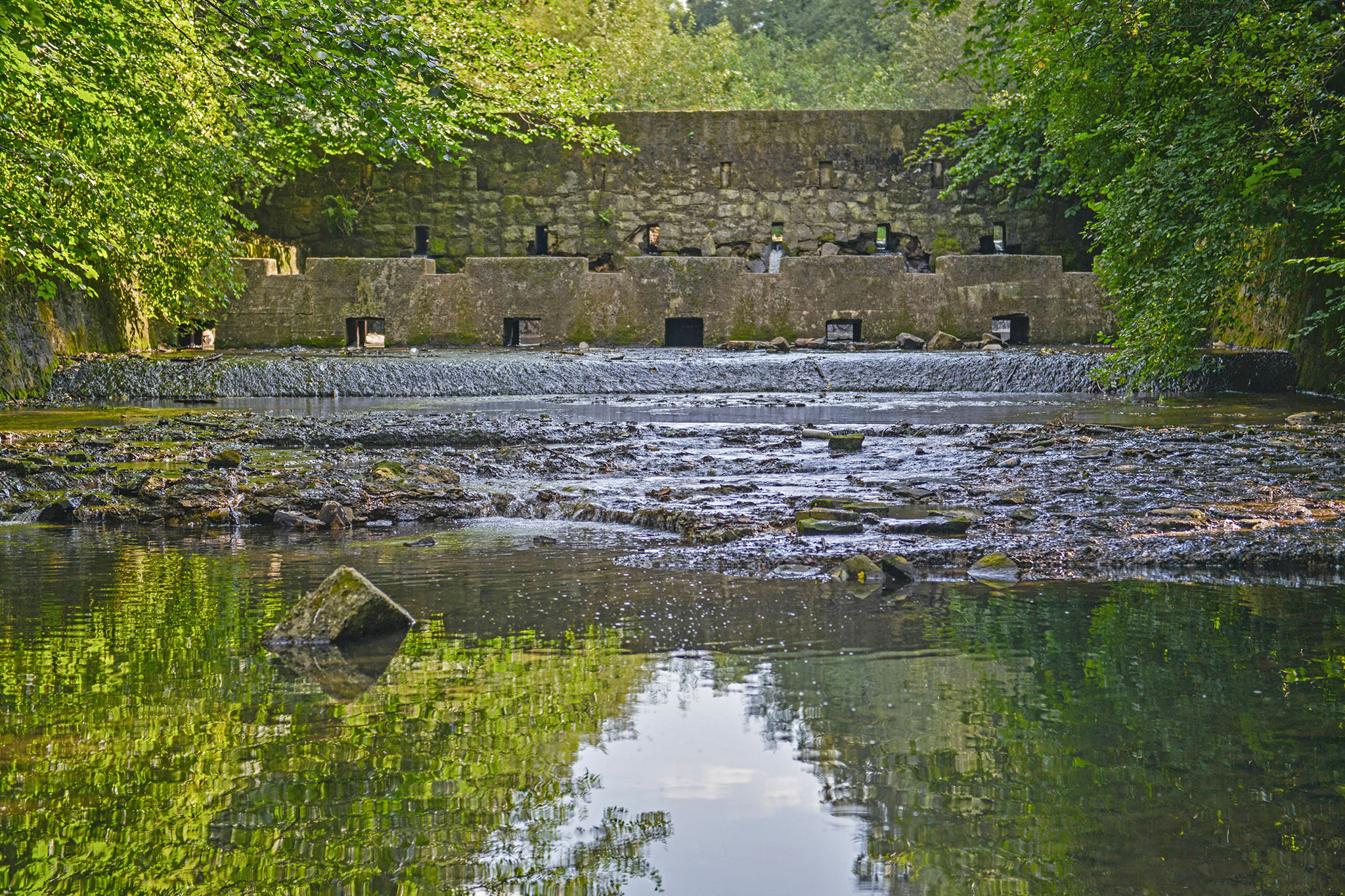
Jeden ze stopni wodnych na Wapienicy

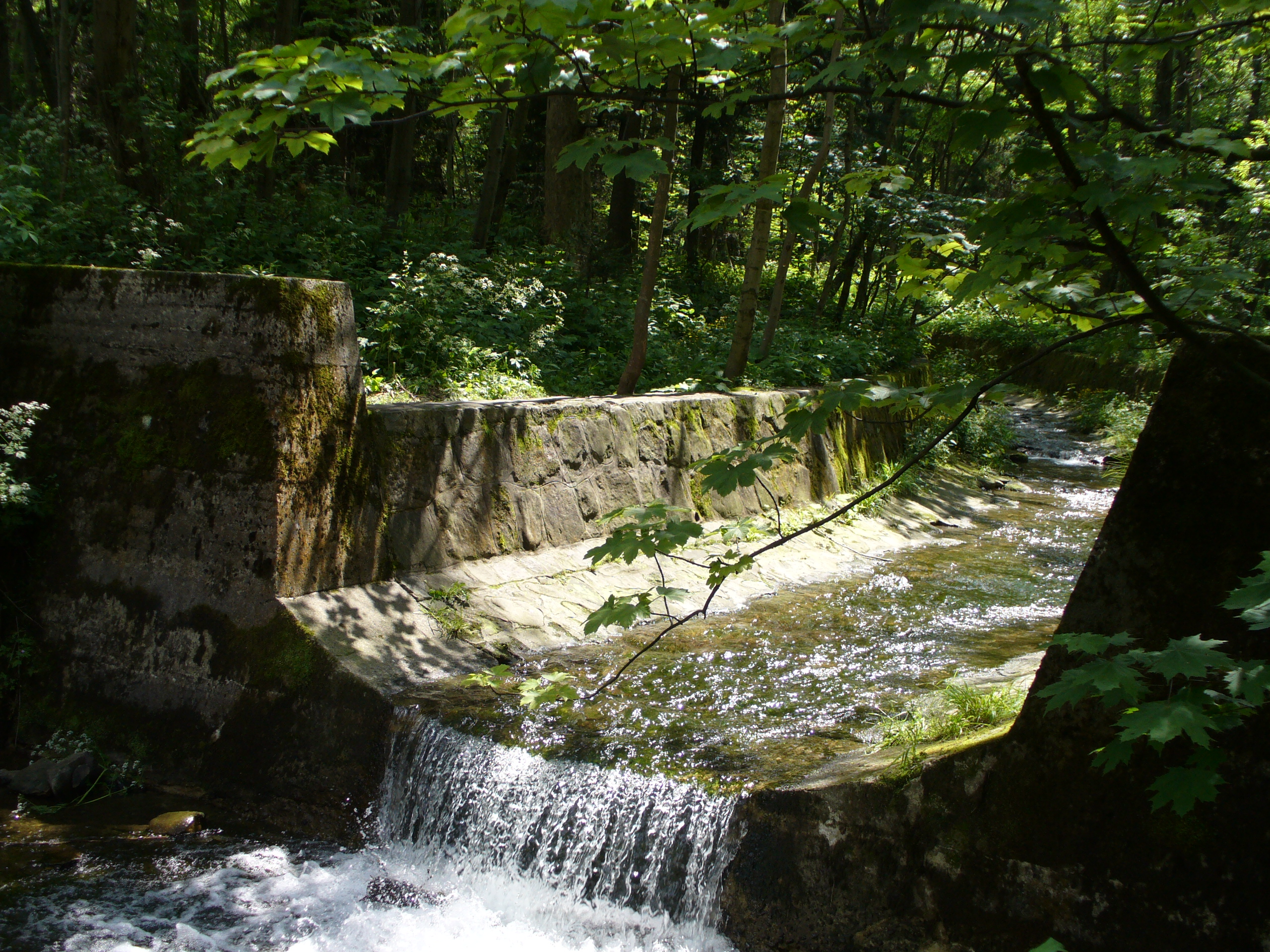
Rzeka Wapienica

Główną rzeką przepływającą przez dzielnicę jest Wapienica, prawy dopływ Iłownicy o długości 20,6 km. Bierze ona początek na stokach Błatniej i Stołowa. Od 1895 r. rzeka, prowadząca wody I klasy czystości, stanowi główne ujęcie wody dla bielskich wodociągów.
Dopływami Wapienicy są: Barbara, Rudawka i Żydowski Potok. Ponadto w górach jest wiele niewielkich, bezimiennych strumieni.
W latach 1928–1932 w górnym biegu Wapienicy, w miejscu ujścia Barbary, zbudowano zaporę wodną im. Ignacego Mościckiego, a w wyniku spiętrzenia wód rzeki powstało sztuczne jezioro Wielka Łąka, które służy wyłącznie jako ujęcie wody i nie jest w żaden sposób dostępne dla ludności (zbiornik objęty jest bezpośrednią strefą ochrony sanitarnej).
Na Wapienicy znajdują się również dwa mniejsze zbiorniki – poniżej ul. Tartacznej i w rejonie os. Zacisze. Największym skupiskiem stawów jest grupa siedmiu takich wodozbiorów nad rzeką Rudawką, przy granicy miasta z Jasienicą.

### Szczyty górskie
Dolinę Wapienicy otacza jedenaście szczytów Beskidu Śląskiego:
licząc od wschodu:
- Cyberniok (731 m n.p.m.)
- Mokry Groń (601 m n.p.m.)
- Szyndzielnia (1028 m n.p.m.)

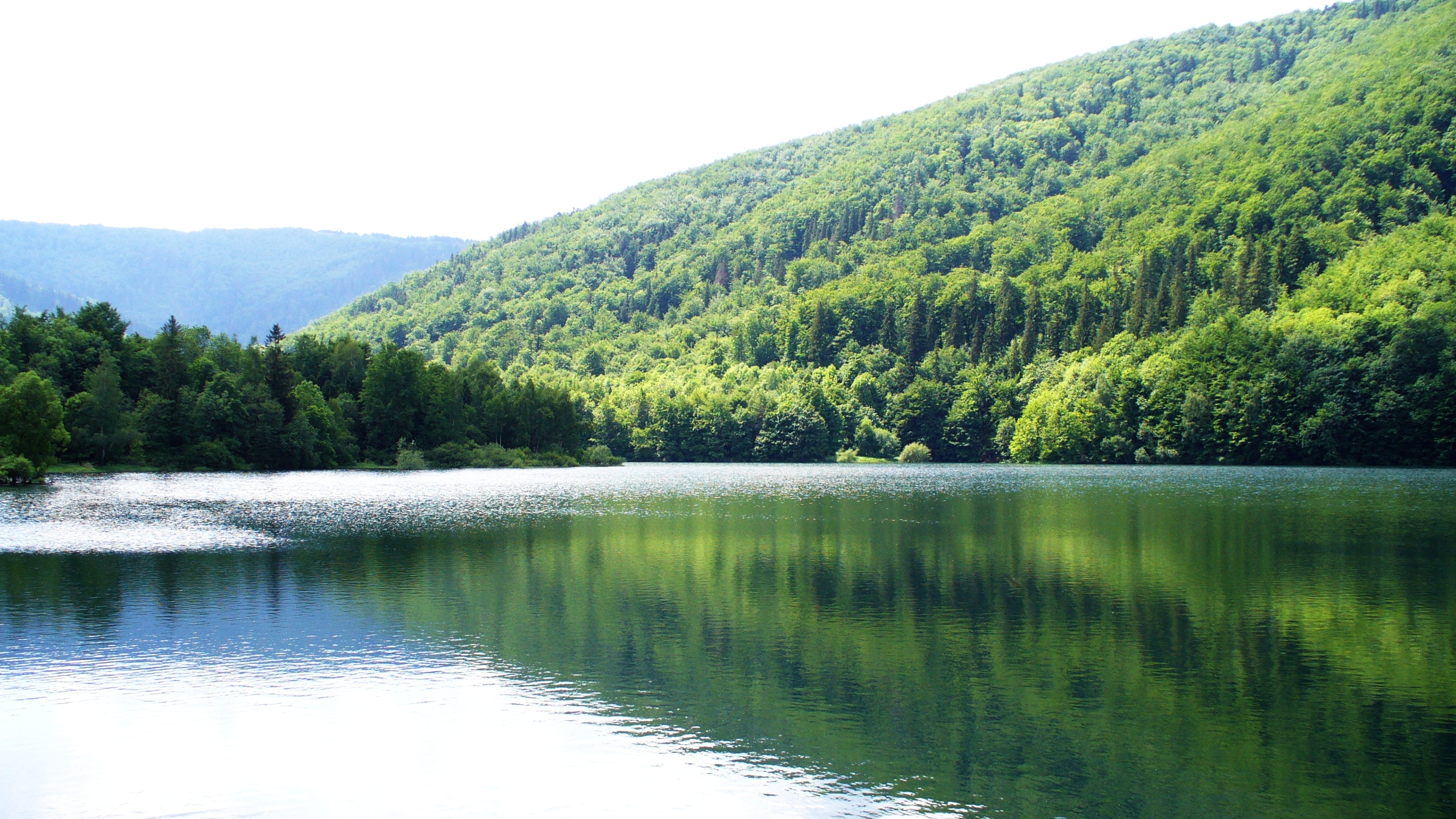
Widok na Wysokie, Przykrą i Błatnią (w drugim planie) z jeziora Wielka Łąka

- Klimczok (1117 m n.p.m., najwyższy punkt dzielnicy i całego miasta)
- Trzy Kopce (1082 m n.p.m.)
- Stołów (1035 m n.p.m.)
- Pod Błatnią (853 m n.p.m.)
- Przykra (818 m n.p.m.)
- Wysokie (756 m n.p.m.)
- Kopany (690 m n.p.m.)
- Palenica (688 m n.p.m.)

Po wymienionych szczytach (oprócz Cubernioka i Mokrego Gronia) biegnie południowo-zachodnia granica Bielska-Białej.
W obrębie dzielnicy znajdują się także trzy przełęcze:
- Dylówki (720 m n.p.m., między Cuberniokiem a Szyndzielnią)
- Siodło pod Trzema Kopcami (1000 m n.p.m., między Trzema Kopcami a Stołowem)
- Siodło pod Przykrą (801 m n.p.m., między Pod Błatnią a Przykrą)

### Jaskinie
Na południowo-zachodnich stokach Stołowa znajduje się Jaskinia w Stołowie, której korytarze liczą 21 m. W 2003 r. na stokach Stołowa odkryto również wejście do Jaskini Głębokiej w Stołowie. Odkrycie tej jaskini zostało uznane za jedno z największych osiągnięć speleologicznych ostatnich lat w Polsce. Z długością 554 m i głębokością 25 m jest jedną z największych jaskiń polskich Karpat fliszowych. Kilka mniejszych jaskiń znajduje się także w rejonie Klimczoka.

### Flora i fauna

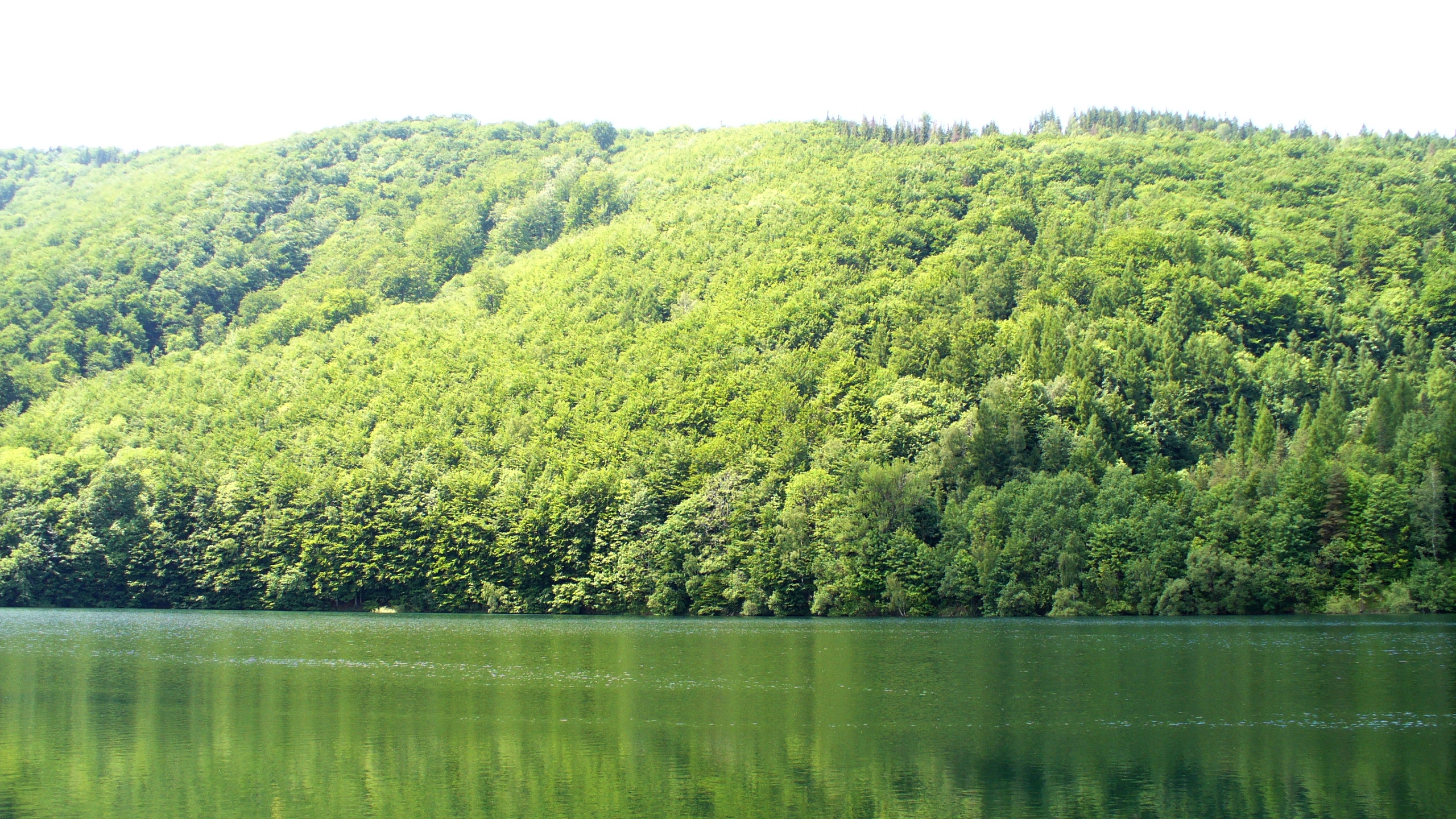
Widok na rezerwat przyrody Jaworzyna, w którym dominuje jaworzyna górska

Wyżynna część Wapienicy, silnie uprzemysłowiona i zurbanizowana, jest pozbawiona cennych przyrodniczo obszarów, jednak Dolina Wapienicy i otaczające ją szczyty tworzą naturalny ekosystem, chroniony w ramach zespołu przyrodniczo-krajobrazowego, parku krajobrazowego i dwóch rezerwatów przyrody.
Na obszarze doliny zachował się naturalny charakter przestrzenny zespołów leśnych typowy dla Beskidu Śląskiego. Występują tu wszystkie, typowe dla tego pasma górskiego, piętra roślinne: pogórza, regla dolnego oraz regla górnego.
W najniżej położonych partiach doliny występuje podgórski łęg jesionowy (głównie jesion wyniosły, olsza, jawor), wyżej położone są siedliska olszynki karpackiej (olsza szara i czarna, wierzba krucha), a siedliska dolnoreglowe zajmuje jaworzyna górska (buk, jawor i jesion). Największą przestrzeń zajmuje jednak żyzna buczyna karpacka (zdominowana przez buki), spotykana tu również w postaci podgórskiej z większą ilością gatunków niżowych. Ponadto w dolinie występuje buczyna kwaśna, dolnoreglowy bór jodłowo-świerkowy oraz świerkowe bory górnoreglowe.
Flora roślin naczyniowych Doliny Wapienicy liczy ponad czterysta gatunków, spośród których dwadzieścia jeden jest objętych całkowitą lub częściową ochroną. Istnieje tu również wiele drzew o wymiarach pomnikowych, z których większość znajduje się w rejonie Żydowskiego Potoku.
Występują tu zarówno popularne w Beskidach sarny, jelenie, dziki i lisy, jak i kuny, gronostaje czy nietoperze. W Dolinie Wapienicy zaobserwowano ponad sześćdziesiąt gatunków ptaków, w tym wysokogórskie jak: drozd obrożny, orzechówka, siwerniak, dzięcioł trójpalczasty oraz głuszce. W rzece Wapienicy żyją pstrągi i głowacze. Występują tu także liczne gatunki owadów, płazów i gadów.

### Pomniki przyrody
W rejonie Żydowskiego Potoku znajduje się większość drzew o wymiarach pomnikowych. Największe z nich, o trzech zrośniętych ze sobą pniach, liczy 500 cm obwodu. W południowo-wschodniej części doliny, u podnóża Stołowa znajduje się aleja sosen – wejmutek.
Przy dawnym hotelu Klimczokówka znajduje się 300-letni dąb, natomiast w sąsiedztwie budynku leśnictwa przy ul. Kopytko założono ogród dendrologiczny.
Pozostałe pomniki przyrody w Wapienicy znajdują się przy ul. Światopełka, Gminnej oraz w Parku Wypoczynku Niedzielnego (między ul. Telimeny a stadionem lekkoatletycznym).

## Historia

### Historia wsi

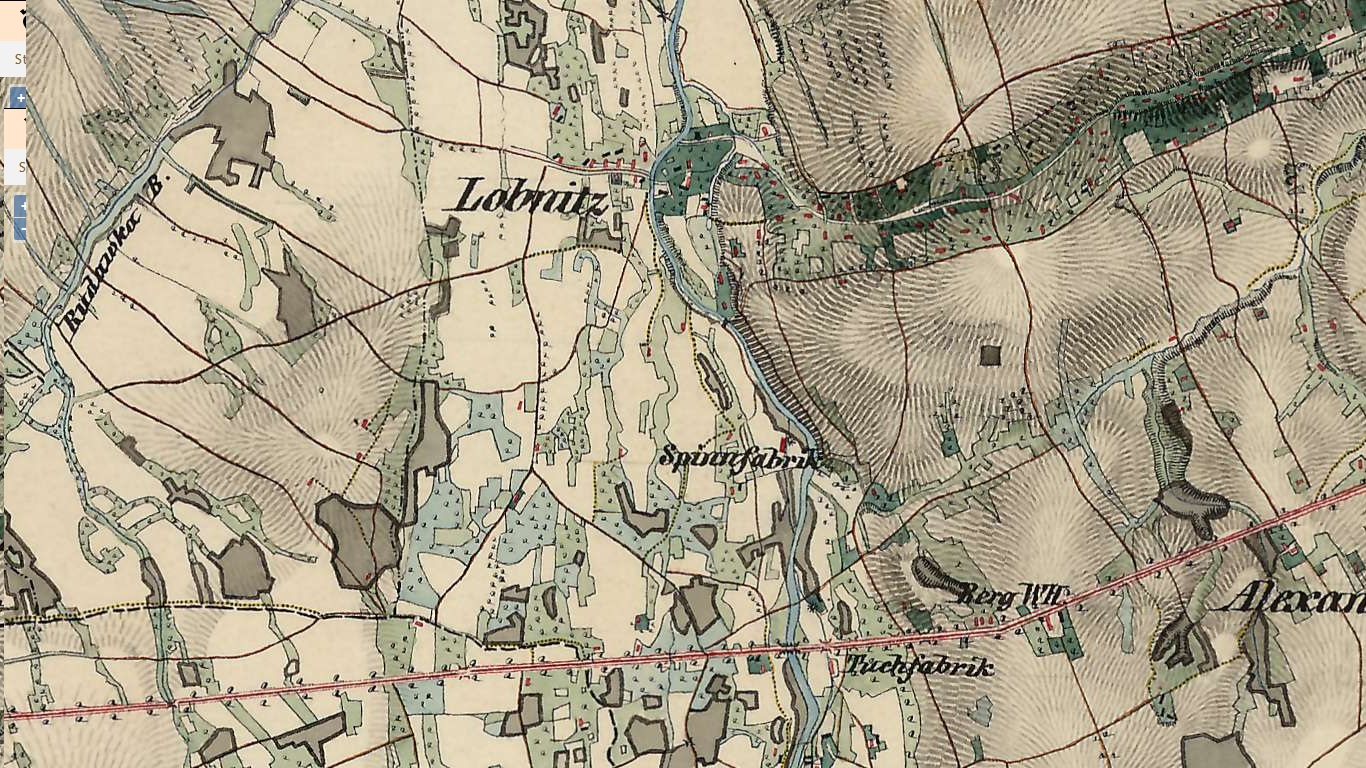
Mapa Wapienicy z ok. 1855 r.

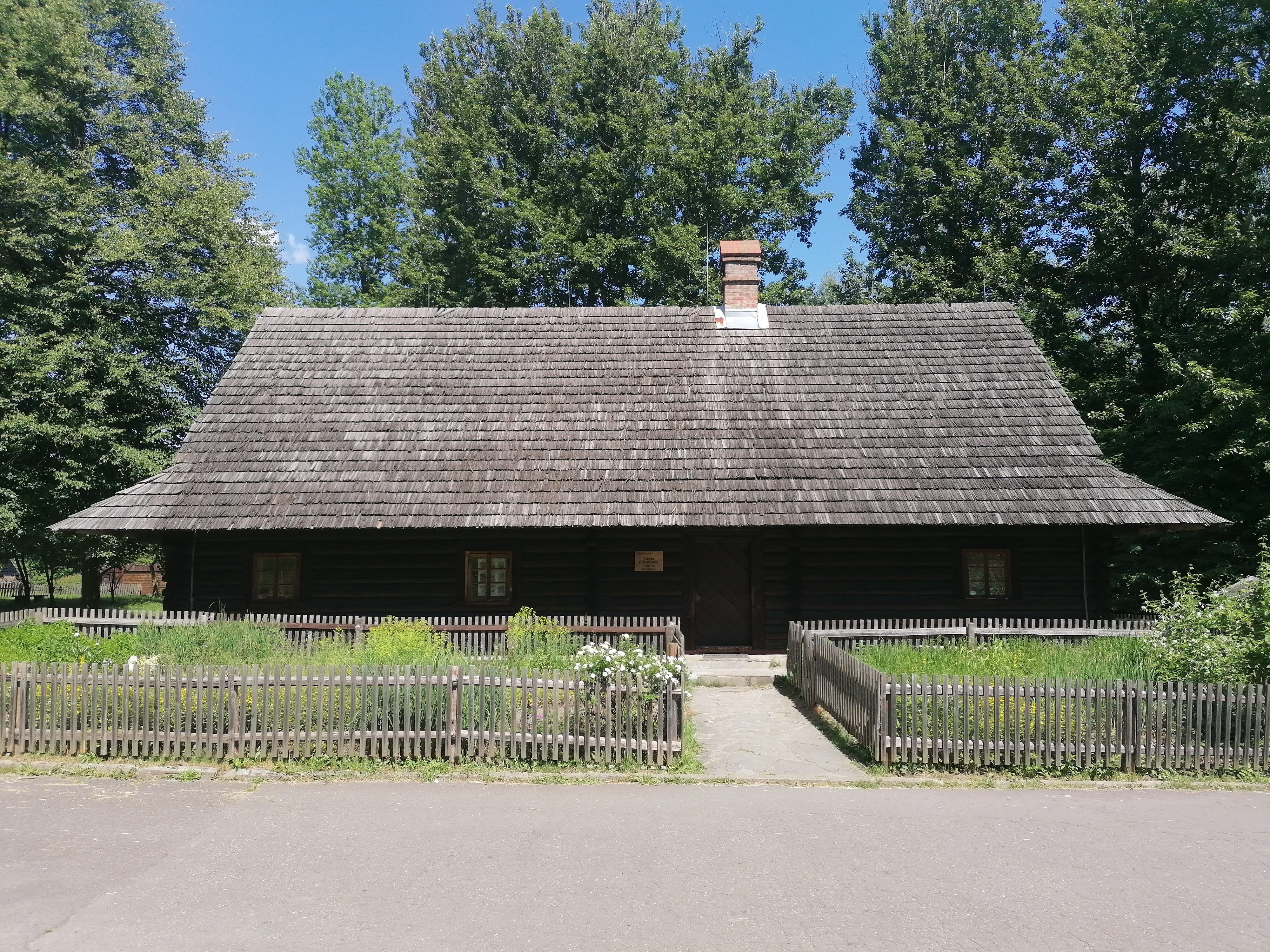
Szkoła z 1853, obecnie w Górnośląskim Parku Etnograficznym

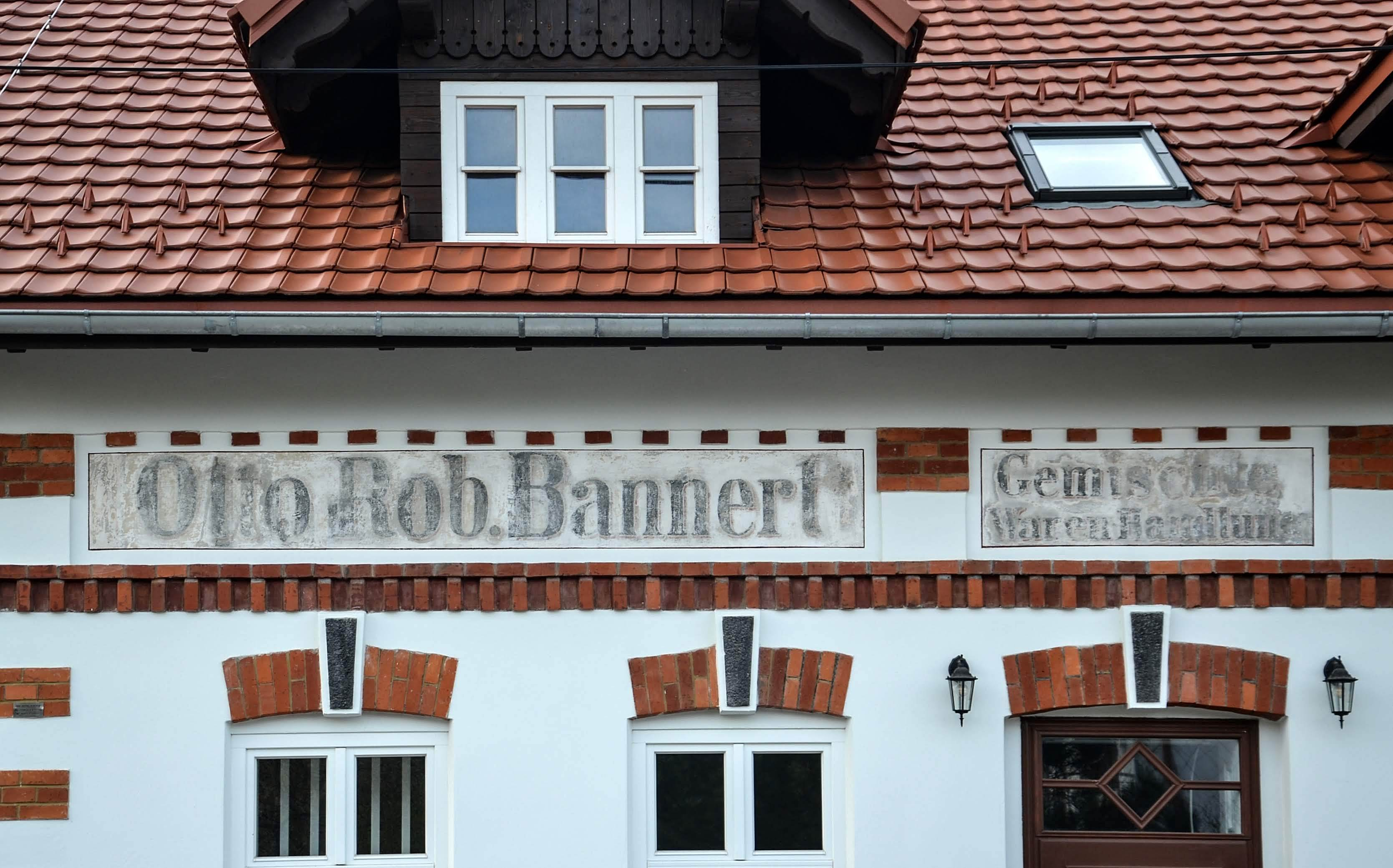
Zachowany niemiecki napis na jednym z budynków Wapienicy

Wapienica jest jedną z najpóźniej założonych dzisiejszych dzielnic Bielska-Białej. Pierwsza wzmianka o niej pochodzi z roku 1568. Początkowo nosiła nazwę Łopienica, podobnie jak przepływająca przez nią rzeka (nazwa ta pochodzi od rosnących nad brzegiem łopianów). Dolina rzeki została skolonizowana przez osadników niemieckich, w rezultacie czego była najbardziej niemiecką miejscowością na obszarze dzisiejszego Bielska-Białej (w 1921 84% ludności stanowili Niemcy), stanowiąc część bielsko-bialskiej wyspy językowej. Centrum wsi znajdowało się kilka kilometrów na północ od dzisiejszego, w rejonie ul. Sobieskiego i Regera.
Przez lata wieś była własnością kolejnych właścicieli bielskiego państwa stanowego, przekształconego w 1754 r. w księstwo. Początkowo większość mieszkańców stanowili ewangelicy, jednak po zamknięciu zboru w 1654 r. liczniejszą grupą byli katolicy. W latach 1787–1790 częściowo rozparcelowano folwark Sułkowskich.
Od początku XIX w. w Wapienicy, podobnie jak i w innych miejscowościach okręgu bielsko-bialskiego, zaczęły się lokować pierwsze zakłady przemysłowe (początkowo tylko włókiennicze). W pierwszej połowie tego stulecia zmianie uległa nazwa wsi – z Łopienica na Wapienica (prawdopodobnie od pieców wapiennych). Od 1849 r., kiedy zlikwidowano stare struktury feudalne, Wapienica weszła w skład powiatu bielskiego, w którym pozostała aż do 1975 r.
Za sprawą Luizy Sułkowskiej, żony księcia bielskiego Jana Nepomucena Sułkowskiego, coraz większą popularność zyskiwała Dolina Wapienicy (zwana też Doliną Luizy). W latach 1893–1894 ulokowano tam pierwsze ujęcia wodne dla utworzonych w 1895 r. wodociągów bielskich. Zaczęły tam również powstawać hotele (m.in. Klimczokówka), leśniczówki i wille bogatych bielszczan.
W 1888 r. zbudowano Kolej Miast Morawsko-Śląskich (Kojetín – Cieszyn – Bielsko). W rejonie stacji kolejowej, położonej ok. 2 km na południe od wsi, zaczęła powstawać gęsta zabudowa przemysłowa i z czasem tam przeniosło się centrum Wapienicy.
Na przełomie XIX i XX w. z inicjatywy Beskidenverein oznakowano pierwsze szlaki w Beskidach (m.in. w granicach Wapienicy) – okolice Klimczoka, Magury i Błatniej, nie wiadomo jednak w jakiej formie i jakie trasy. Towarzystwo to wybudowało także schroniska turystyczne m.in. na Szyndzielni (1897) oraz rozbudowało schronisko na Klimczoku (1895), budując tam po pożarze w 1914 r. nowe. W latach 30. XX wieku powstało także prywatne, rozebrane w 1948 r., schronisko na Trzech Kopcach.
W okresie międzywojennym ukształtowała się współczesna zabudowa Wapienicy – powstały m.in.: Fabryka Pił i Narzędzi Wapienica (1921), „nowa” szkoła (1923, dziś SP 32 i Gim. 15), dom kultury (1928) i kościół parafialny (1930). W 1927 r. uruchomiono linię autobusową z Górnej Wapienicy (leśniczówka) do pl. Chrobrego w Bielsku.

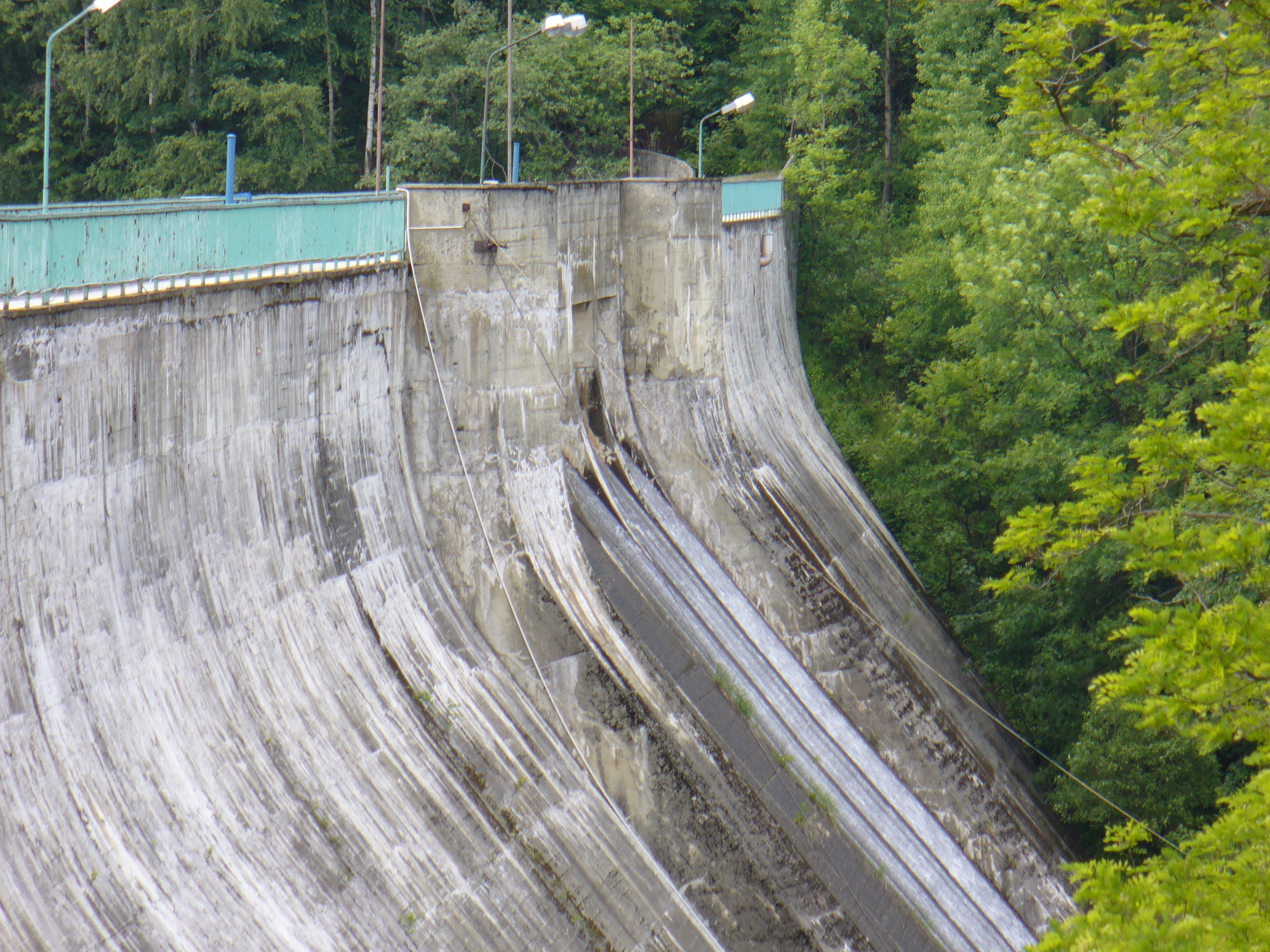
Zapora wodna im. Ignacego Mościckiego

W latach 1928–1932 na rzece Wapienicy, w miejscu ujścia Barbary, zbudowano betonowo–ziemną Zaporę wodną im. Ignacego Mościckiego (rozbudowaną w czasie II wojny światowej) o długości 309 m i wysokości 23 m. W wyniku spiętrzenia rzeki powstało jezioro Wielka Łąka o powierzchni 24 ha.
W 1939 r. w dolinie rzek Wapienicy i Iłownicy zbudowano sieć fortyfikacji o długości 10 km. Na linii tych fortyfikacji rozlokowano Batalion ON „Bielsko”, wchodzący w skład Armii Kraków. Nie odegrały one jednak w czasie wojny większego znaczenia – wojska niemieckie bez problemu wkroczyły do Wapienicy 3 września. Bunkry w Wapienicy, Aleksandrowicach i Starym Bielsku zachowały się w dobrym stanie do czasów współczesnych. 12 lutego 1945 r. do wsi wkroczyła Armia Czerwona.
Po wojnie nastąpiła rozbudowa istniejących zakładów przemysłowych, wskutek czego wieś zatraciła swój rolniczy charakter. Do lat 80. była również, podobnie jak sąsiednie Jaworze czy Brenna, popularnym letniskiem i miejscem organizowania wczasów pracowniczych. W 1953 r. na stokach Trzech Kopców utworzono rezerwat przyrody – pierwszy obszar chroniony w Wapienicy.
W 1945 r. zlikwidowano Gminę Wapienica i włączono ją do gminy Jaworze. W 1954 r. utworzono gromadę Wapienica, a w 1973 r. przywrócono odrębną gminę, należącą od 1975 r. do województwa bielskiego.

### Historia dzielnicy
1 stycznia 1977 r. sołectwo Wapienica zostało włączone w granice administracyjne Bielska-Białej. Jednocześnie zlikwidowano gminę Wapienica, której pozostała część (Jaworze, Międzyrzecze Górne, Międzyrzecze Dolne) przypadła gminie Jasienica.
Lata 70. i 80. to okres intensywnej urbanizacji i industrializacji zachodniej dzielnicy Bielska-Białej. W Dolnej Wapienicy powstał szereg nowoczesnych zakładów (głównie przy ul. Regera, Strażackiej, Londzina, Międzyrzeckiej, S. Mielnickiego), w rejonie ul. Międzyrzeckiej i Zwierzynieckiej zbudowano wielkopłytowe osiedle mieszkaniowe. Z kolei w Górnej Wapienicy zaczęło powstawać rozległe osiedle domów jednorodzinnych.
W 1990 r. na terenie Doliny Wapienicy utworzono zespół przyrodniczo-krajobrazowy „Park Ekologiczny Dolina Wapienicy”, będący pierwszym w Polsce zespołem w formie parku ekologicznego. W 1998 r. wszedł on w skład Parku Krajobrazowego Beskidu Śląskiego, a w 2003 r. utworzono na jego terenie kolejny rezerwat przyrody – Jaworzyna.
W 2000 r. w Bielsku-Białej utworzono podstrefę Katowickiej Specjalnej Strefy Ekonomicznej, w skład której weszły cztery obszary na terenie miasta, m.in. obszar Wapienica (w 2001 r.) położony na północnym krańcu Wapienicy, w sąsiedztwie drogi nr 1 i granicy miasta. Na jego terenie znajdują się hale fabryczne światowego koncernu Eaton Automotive. W pobliżu strefy położony jest, utworzony w 2005 r., Park Przemysłowy i Usługowy, który obecnie tworzą m.in. zakłady Hutchinsona oraz Beskidzki Inkubator Technologiczny (centrum konferencyjne, biura, ośrodek szkoleniowy).

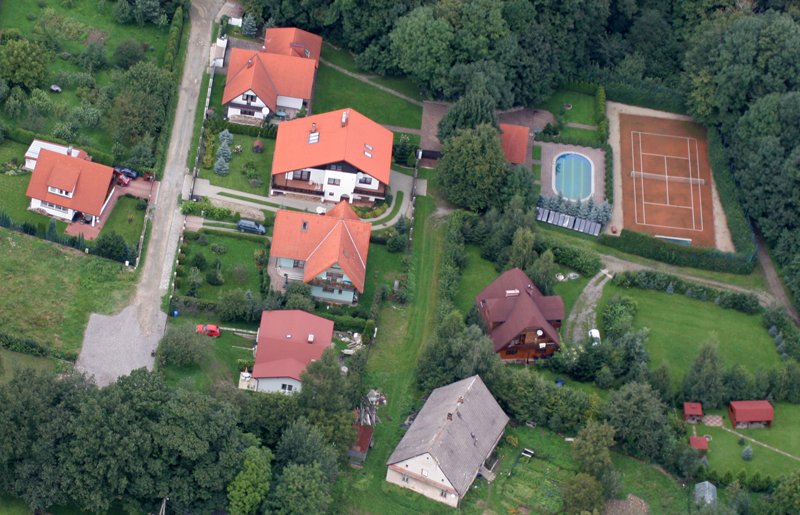
Fragment osiedla Zacisze

W 2002 r. wprowadzono nowy podział administracyjny Bielska-Białej. Miasto zostało podzielone na trzydzieści osiedli – jednostek pomocniczych gminy. Jednym z nich stała się Wapienica, największe terytorialnie osiedle, obejmujące całą historyczną Wapienicę oraz część Aleksandrowic i Kamienicy.
Boom budowlany w pierwszej dekadzie XXI wieku doprowadził do powstania w Górnej Wapienicy dwóch osiedli willowych – Zacisze i Nad Zaporą.
W 2005 r. zakończono przebudowę, przebiegającego przez Wapienicę, odcinka DK 1 do parametrów drogi ekspresowej, oddając do użytku drogę ekspresową S52, docelowo łączącą Cieszyn z Krakowem. W Dolnej Wapienicy (koło strefy ekonomicznej) powstał węzeł drogowy Bielsko-Biała – Wapienica.
W 2011 r. w dawnym budynku Fabryki Pił i Narzędzi znalazł swoją siedzibę Urząd Celny (Regera 32).

## Zabytki[9]

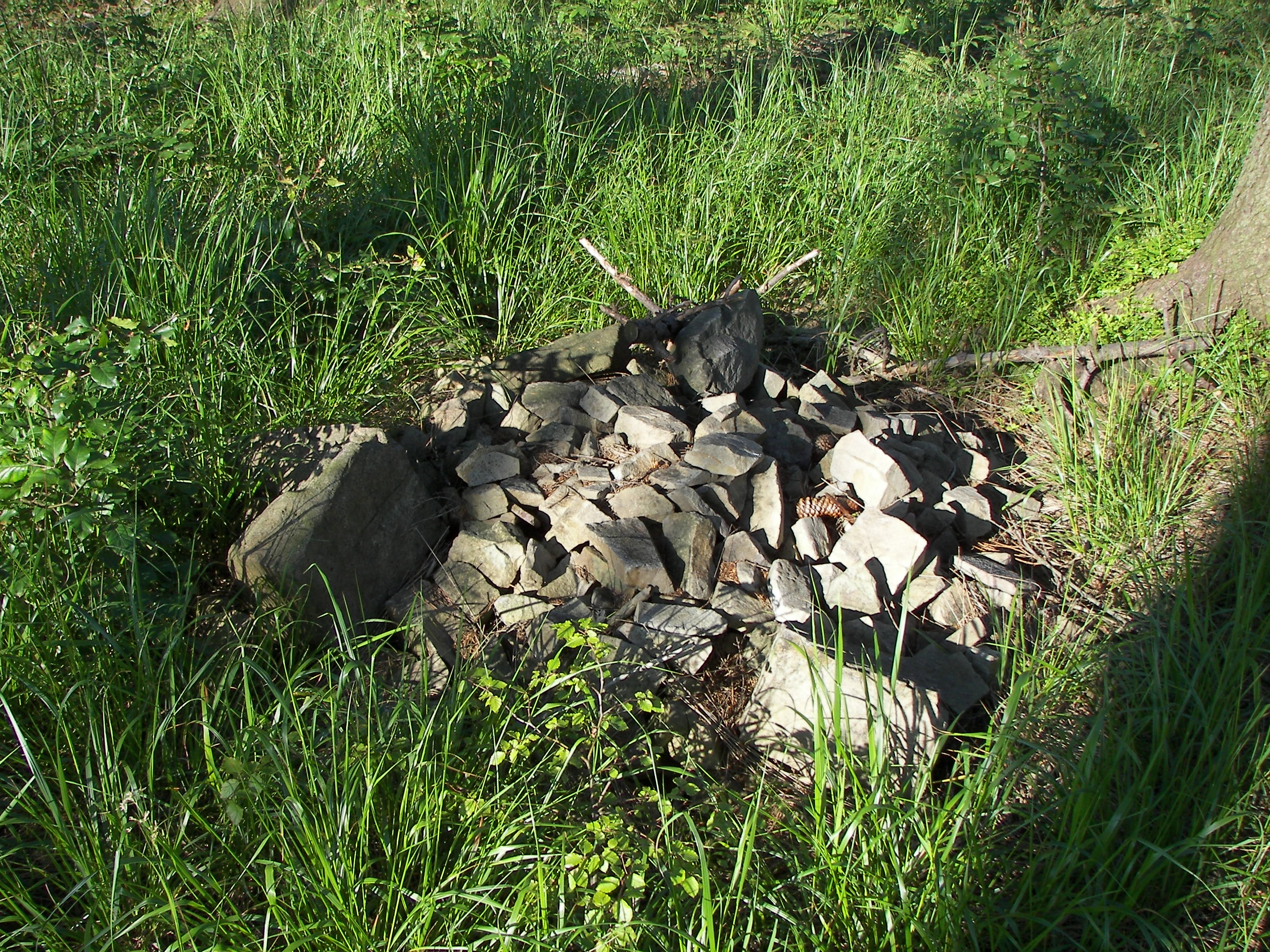
Kamienny kopiec na Palenicy

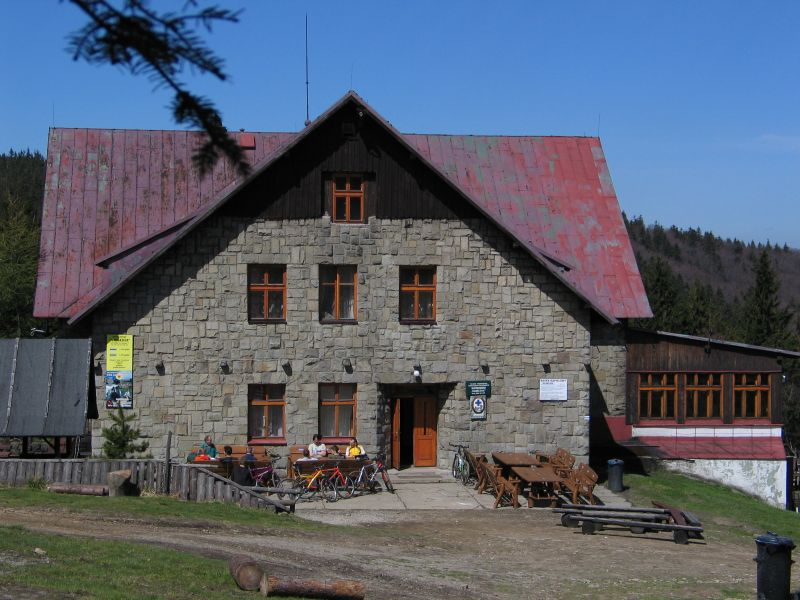
Schronisko na Klimczoku

- Grodzisko na Palenicy – prawdopodobnie powstało ok. 500 p.n.e., a jego istnienie wiąże się z warownią, w której chronił się lud Młyńskiej Kępy, bądź miejscem kultu
- Kościół św. Franciszka z Asyżu – katolicki kościół parafialny z 1930 r., rozbudowany w latach 1950–1952, z architektonicznymi wpływami neoromańskimi, usytuowany przy ul. Międzyrzeckiej; w sąsiedztwie znajduje się cmentarz parafialny
- Zapora wodna im. Ignacego Mościckiego – betonowo-ziemna zapora wodna wybudowana na rzece Wapienicy, w miejscu ujścia Barbary, w latach 1929–1932 przez firmę Dyckerhoff und Widmann z Drezna; ma 209 m długości i 23 m wysokości, a powierzchnia i objętość powstałego jeziora Wielka Łąka wynoszą odpowiednio: 24 ha i 1,3 mln m³; był to niegdyś jeden z najnowocześniejszych tego typu obiektów w Europie
- Stacja kolejowa Bielsko-Biała Wapienica – powstała w 1888 r. wraz z budową Kolei Miast Śląskich i Galicyjskich (z Kalwarii przez Bielsko i Cieszyn do Frydka); znajduje się przy ul. Dworcowej
- Stara szkoła ludowa – drewniany dom o konstrukcji zrębowej z końca XVIII w. z kamiennym podmurowaniem, belkowymi stropami w izbach i dachem krytym papą o silnie wystającym okapie; usytuowany był przy ul. Zniczowej; w 2009 roku został zburzony[16]. W Górnośląskim Parku Etnograficznym w Chorzowie znajduje się rekonstrukcja tego budynku[17][18]
- Dom kultury – wybudowany w 1928 r. z wpływami architektury zakopiańskiej; znajduje się przy skrzyżowaniu ulic: Cieszyńskiej, Jaworzańskiej, Międzyrzeckiej i Twórczej
- Schronisko PTTK na Szyndzielni – wybudowane w 1897 r. było pierwszym schroniskiem turystycznym na terenie Beskidów należących obecnie do Polski; w 1906 r. obok schroniska utworzono ogród botaniczny (alpinarium), a rok później dobudowano drewniany domek w stylu szwajcarskim
- Schronisko PTTK na Klimczoku – pierwsze drewniane schronisko powstało w 1872 r. i od nazwiska właścicielki dóbr (Klementyny von Primavesi) nazwano je Klementynówką; z inicjatywy Beskidenverein obiekt rozbudowano w latach 1894–1895, ale podczas otwarcia spłonął; schronisko odbudowano i otwarto po raz kolejny w 1897 r., jednak płonęło jeszcze dwukrotnie, w roku 1910 i 1913, dlatego w 1914 wybudowano nowy, kamienny obiekt, który istnieje do dziś
- „Klimczokówka” – XIX-wieczna willa przy ul. Zapora, pełniąca niegdyś funkcję hotelu
- Leśniczówka „Barbara” – dawny dom myśliwski Sułkowskich w Dolinie Wapienicy, zbudowany w XIX wieku
- Studnie wodne – pozostałości po dawnym ujęciu wodnym zbudowanym dla bielskich wodociągów w latach 1893–1894 w rejonie Potoku Żydowskiego

## Turystyka

### Szlaki turystyczne
W górskiej części znajduje się bardzo gęsta sieć szlaków turystycznych. Prowadzą one na wszystkie okoliczne szczyty górskie. Poniżej lista szlaków przebiegających w całości lub częściowo przez obszar Wapienicy (sześć górskich i jeden nizinny).
Górskie:
- → ul. Tartaczna → zapora wodna → Mokry Groń → stacja górna kolei linowej → Szyndzielnia

- → Wapienica Centrum (stacja kolejowa) → ul. Międzyrzecka → ul. Jaworzańska → ul. Zapora → jezioro Wielka Łąka → Palenica → Kopany → Wysokie → Przykra → Siodło pod Przykrą → Pod Błatnią → Błatnia

- → szlak łącznikowy (w rejonie zapory wodnej) między  a

- → stacja kolejowa Jaworze Jasienica → Jaworze → Siodło pod Przykrą → Pod Błatnią → Błatnia → Stołów → Siodło pod Trzema Kopcami → Trzy Kopce → Klimczok → Szyndzielnia → przeł. Kołowrót → Kołowrót → przeł. Kozia → Cygański Las

- → stacja kolejowa Bielsko-Biała Mikuszowice → Mikuszowice Krakowskie → Magurka Wilkowicka → Olszówka → Dębowiec → Cyberniok → przeł. Dylówki → stacja górna kolei linowej → Szyndzielnia → Klimczok → przeł. Karkoszczonka → Hyrca → Kotarz → przeł. Salmopolska

- → szlak łącznikowy (w rejonie Klimczoka) między  a

Nizinne:
- → Aleksandrowice → osiedle Beskidzkie → lotnisko sportowe → ul. Antyczna → ul. Kaskadowa → ul. Leśników → stadion lekkoatletyczny → ul. Telimeny → ul. Światopełka → Jaworze → Jasienica → Międzyrzecze Górne

Ścieżki przyrodnicze i dydaktyczne:
- ścieżka przyrodniczo-leśna Wapienica

- ścieżka dydaktyczna w grupie Klimczoka

### Trasy rowerowe
Przez Wapienicę przebiega Międzynarodowy Szlak Rowerowy Greenways Kraków – Morawy – Wiedeń. Na terenie dzielnicy biegnie ona ulicami: Leśników, Jaworzańską, Miętową i Storczyków.

### Baza noclegowa

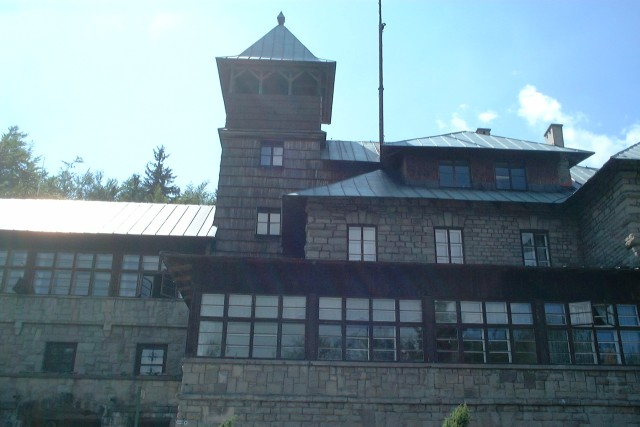
Schronisko PTTK na Szyndzielni

Największym obiektem noclegowym w Wapienicy jest trzygwiazdkowy Papuga Park Hotel położony w Górnej Wapienicy, przy ul. Zapora. Ma 57 pokoi, centrum odnowy biologicznej, pięć sal konferencyjnych, restaurację na 90 osób, dwie sale bankietowe, park-ogród o powierzchni 2 ha, korty tenisowe oraz kryty basen w stylu orientalnym.
W górach znajdują się dwa schroniska turystyczne: na Klimczoku oraz Szyndzielni.
Ponadto przy ul. Miętowej znajduje się pensjonat Betania, a w Dolinie Wapienicy, przy ul. Tartacznej, kemping Wapienica. Przy ul. Dębowiec jest też harcerski ośrodek obozowy hufca Rybnik.

## Kultura

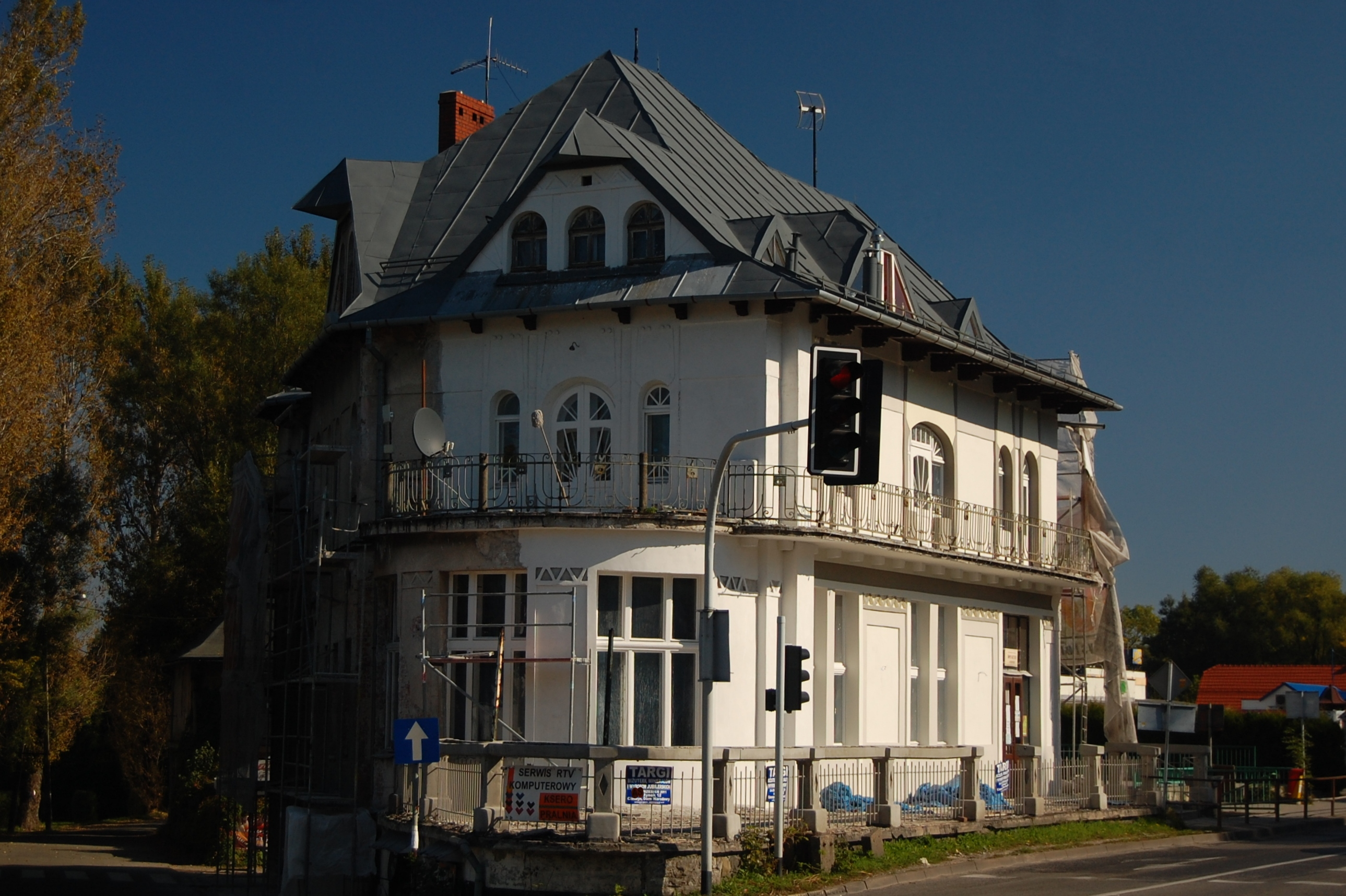
Dom Kultury w Wapienicy

Na terenie dzielnicy działalność prowadzi Dom Kultury w Wapienicy – jedna z dziesięciu placówek Miejskiego Domu Kultury w Bielsku-Białej. Jego siedzibą jest zabytkowy budynek przy ul. Cieszyńskiej 398 (róg Cieszyńskiej i Twórczej).
W ramach domu kultury działa dziesięć zespołów artystycznych:
- Chórek „Piccolo”
- Dziecięca Kapela Góralska
- Folklorystyczny Zespół „Dudoski”
- Kapela Góralska „Dudoski”
- Regionalny Zespół Śpiewaczy
- Zespół Taneczny „Orange”
- Zespół Tańca Nowoczesnego „Graffiti”
- Zespół Tańca Nowoczesnego „Impuls”
- Zespół Tańca Nowoczesnego „Pink”
- Studio Teatru Tańca

Od grudnia 2008 r. wydawany jest miesięcznik „Nasza Wapienica'”. Lokalne czasopismo było jednym z założeń, realizowanego od 2007 r. Programu Aktywności Lokalnej „Bielsko-Biała łączy ludzi”, którego działaniem w I etapie objęto Wapienicę.

## Edukacja
W Wapienicy znajdują się:
- Przedszkole nr 41 przy ul. Międzyrzeckiej 60
- Przedszkole nr 42 przy ul. Cieszyńskiej 383
- Szkoła Podstawowa nr 32 im. Jana III Sobieskiego przy ul. Cieszyńskiej 393, zał. w 1923 r., pod obecną nazwą od 2017 r.[22]
- Zespół Szkół im. Juliana Tuwima przy ul. Jaskrowej 13, zał. w 1991 r.[23], do którego należą:
  - VII Liceum Ogólnokształcące
  - Technikum Hotelarstwa i Turystyki
  - Szkoła Policealna nr 5

## Przemysł

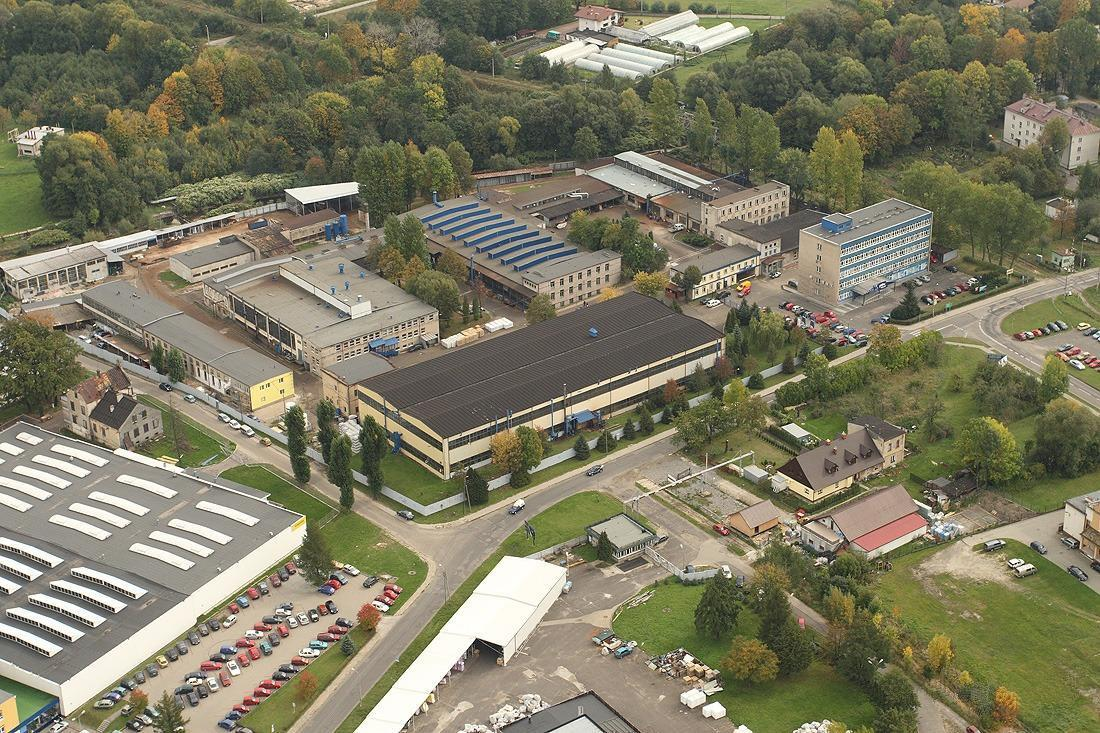
Fabryka Pił i Narzędzi Wapienica

Pierwsze zakłady przemysłowe w Wapienicy powstały na początku XIX w. nad rzeką Wapienicą. Wraz z budową linii kolejowej nowe obiekty zaczęły powstawać w południowej części wsi, gdzie z czasem przeniosło się centrum miejscowości. Proces industrializacji został przyspieszony w okresie międzywojennym, a po II wojnie światowej Wapienica ostatecznie zatraciła swój rolniczy charakter i stała się wsią typowo przemysłową.
Obecnie Wapienica jest, obok Komorowic, najbardziej uprzemysłowioną dzielnicą Bielska-Białej. Poza strefą ekonomiczną oraz Parkiem Przemysłowym i Usługowym, zakłady przemysłowe koncentrują się w Dolnej Wapienicy (w rejonie ul. Międzyrzeckiej, Strażackiej, ks. Londzina, S. Mielnickiego, Wypoczynkowej, Szyprów i Świt), a także w centrum dzielnicy (ul. Regera, Dworcowa). Największe z nich to: Fabryka Pił i Narzędzi Wapienica (zał. 1921), „Union-Vis” (narzędzia i artykuły ścierne), Fiat Auto Poland, „Marbet” (materiały dekoracyjne, płyty izolacyjne, opakowania), PRI-Tychy (budownictwo), „Betonex” (prefabrykaty budowlane), „Drewex” (artykuły dla dzieci), Bielskie Przedsiębiorstwo Budownictwa Przemysłowego, „Swibau” i „Bielsin”. Przy ul. Międzyrzeckiej położony jest też skład paliw PKN Orlen.

### Specjalna Strefa Ekonomiczna

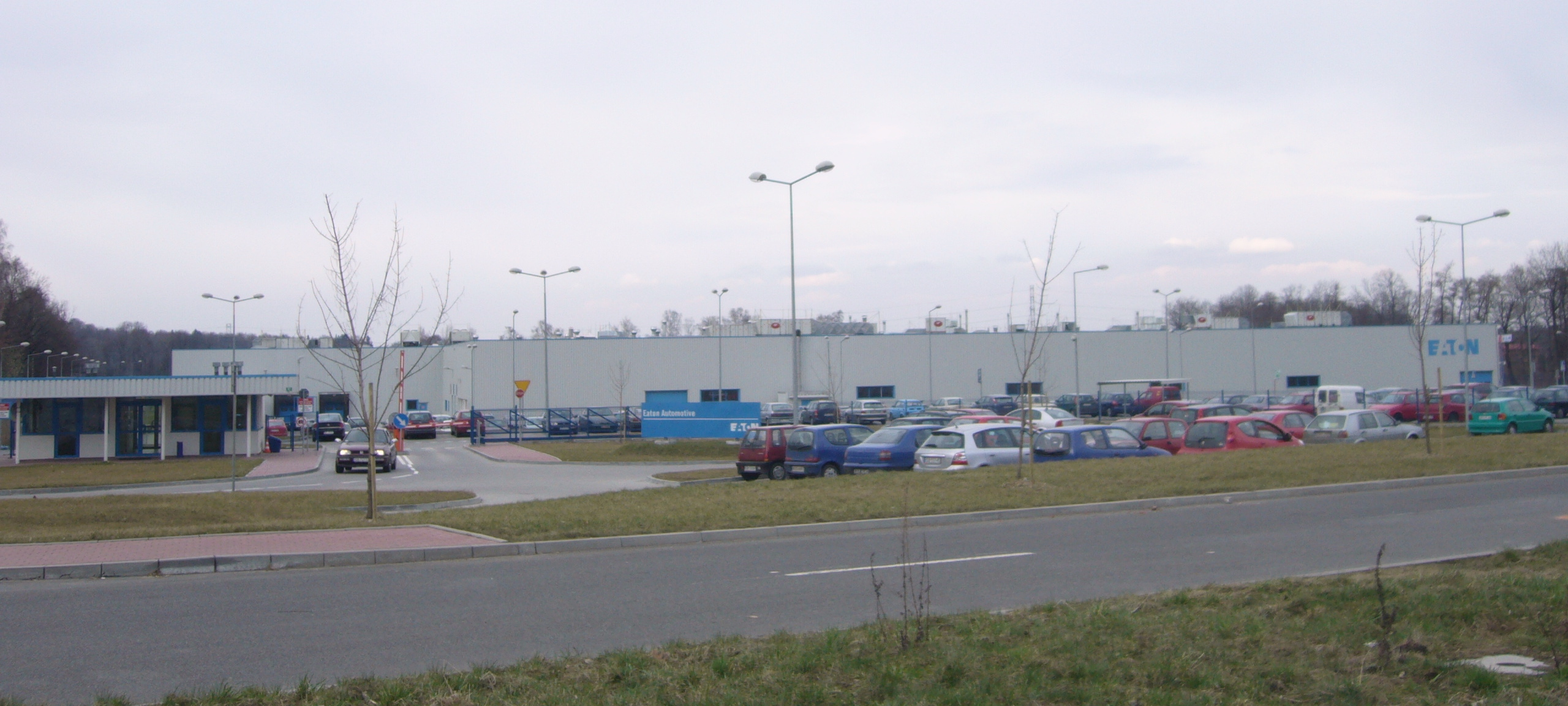
Zakłady Eatona w Specjalnej Strefie Ekonomicznej

Na terenie Bielska-Białej znajdują się cztery obszary Katowickiej Specjalnej Strefy Ekonomicznej (Wapienica, Fiat Auto Poland, Komorowice Krakowskie i Lipnik), na których zainwestowało ponad 150 firm, stwarzając blisko 32 tys. miejsc pracy.
Obszar Wapienica, włączony do strefy w 2001 r., położony jest w północnej części dzielnicy, nad rzeką Wapienicą, w sąsiedztwie Parku Przemysłowego i Usługowego oraz drogi ekspresowej S52. Jego powierzchnia wynosi 10,9117 ha. Dotychczas powstał tu zakład Eaton Automotive, zatrudniający obecnie ponad 600 pracowników.

### Park Przemysłowy i Usługowy

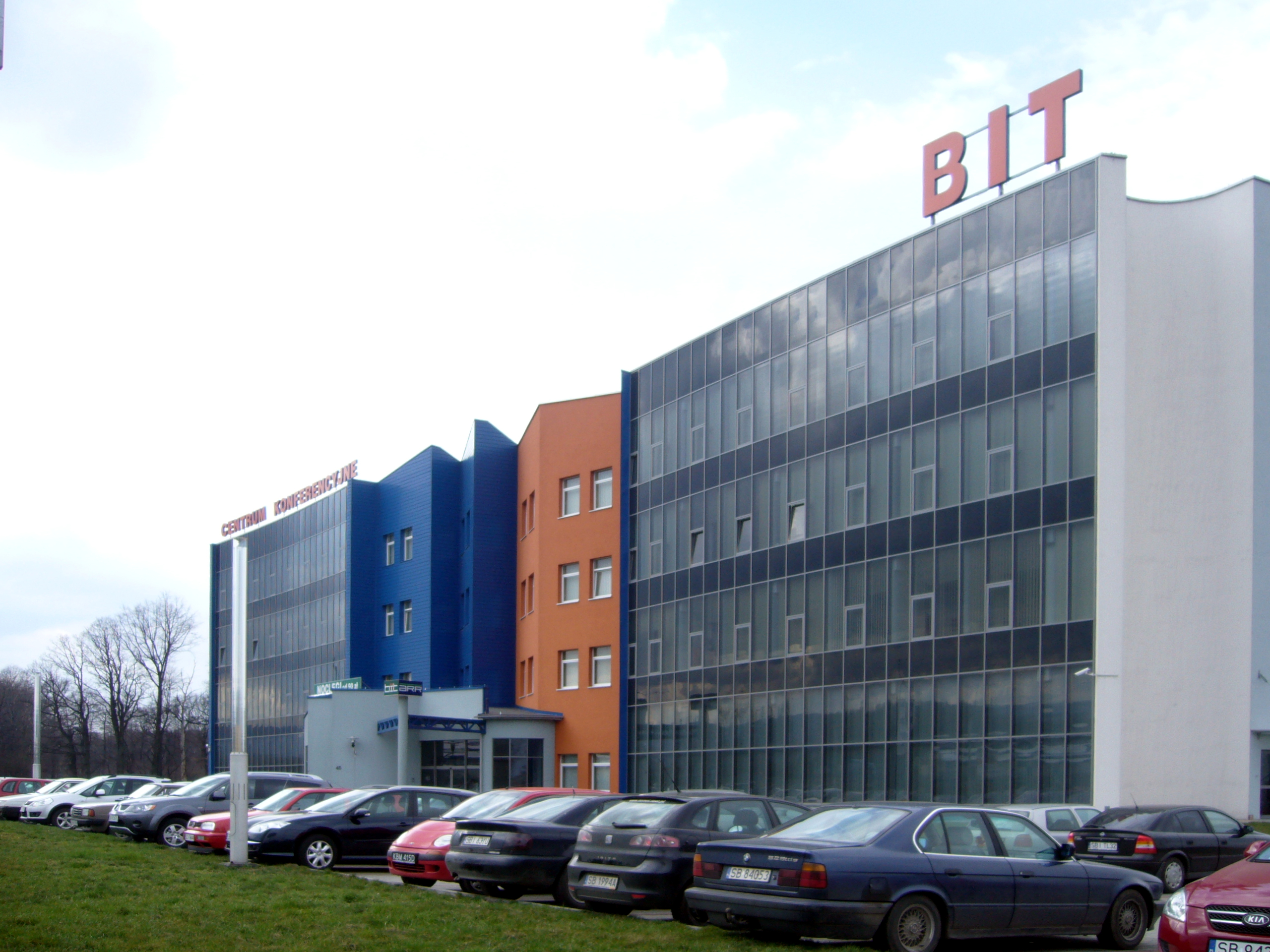
Beskidzki Inkubator Technologiczny

Bielski Park Przemysłowy i Usługowy powstał w 2005 r. w sąsiedztwie Specjalnej Strefy Ekonomicznej i drogi ekspresowej S1. Ma powierzchnię 5,17 ha.
Wiodącym inwestorem na terenie Parku jest koncern Hutchinson Poland (przemysł motoryzacyjny). Swoje hale posiadają także Multiform Dariusz Krywult z branży budowlanej i motoryzacyjnej oraz TI Poland (przemysł motoryzacyjny).
W 2006 r. w sąsiedztwie zakładu powstał Beskidzki Inkubator Technologiczny, na którego terenie znajduje się Centrum Szkoleniowo-Konferencyjne oraz powierzchnie biurowe. Inkubator, który wybudowała Agencja Rozwoju Regionalnego, ma na celu rozwój przedsiębiorczości i wdrażanie nowych technologii.

## Handel
Handlowym centrum dzielnicy jest plac między skrzyżowaniem ul. Regera i Cieszyńskiej a domem kultury, przy którym znajduje się kilkanaście mniejszych sklepów, dwa banki oraz grupa sklepów sieci Euro Sklep. Przy ul. Jaworzańskiej znajduje się także supermarket Lewiatan. Ponadto w Wapienicy istnieje szereg mniejszych, osiedlowych sklepów.
W Dolnej Wapienicy, przy ul. Wypoczynkowej i Relaksowej znajduje się giełda towarowa należąca do spółki Beskidzki Hurt Towarowy S.A, która powstała w roku 1997. Dwie hale handlowe, czynne siedem dni w tygodniu, zostały wykończone w roku 2001; wcześniej giełda mieściła się przy ul. Warszawskiej. Powierzchnia całego terenu, którym dysponuje BHT wynosi 10,24 ha. W różnych dniach odbywają się: giełda warzywno-owocowa i spożywcza, giełda artykułów przemysłowych, giełda odzieżowo-obuwnicza oraz giełda samochodowa.

## Sport

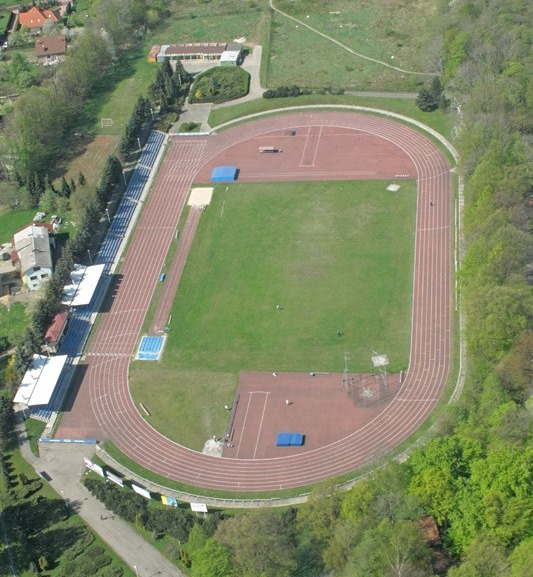
Stadion lekkoatletyczny

W Wapienicy działają dwa kluby sportowe:
- piłkarski LKS Zapora Wapienica
- lekkoatletyczny KS Sprint

Pierwszy wywodzi się z założonego w 1953 r. klubu siatkarskiego LZS Wapienica, który był wicemistrzem Polski klubów zrzeszonych w Ludowych Zespołach Sportowych. W 1964 r. założono sekcję piłkarską i zmieniono nazwę klubu na LZS „Pogoń” Wapienica. Klub rozpoczął rozgrywki w klasie C podokręgu Skoczowskiego i już po roku awansował do klasy B. W 1985 r. nastąpiła zmiana nazwy klubu na LKS „Zapora” Wapienica, który w 1987 r. awansował do klasy A. W sezonie 2007/2008 klub awansował do klasy okręgowej (grupa bielska). Barwami klubu są biel i błękit. Adres: Bielsko-Biała, ul. Cieszyńska 388. Z wapienickiego klubu wywodzą się piłkarze: Grzegorz Pilch (obecnie Arka Gdynia) i Bartosz Woźniak (obecnie GKS Jastrzębie-Zdrój).
KS Sprint został założony 28 sierpnia 1987 r. W 1992 r. klub awansował do II ligi seniorów, gdzie startował do roku 1994. Ponownie znalazł się w II lidze w 1998 r., startując w niej do dziś. W 2005 roku nawiązał współpracę z włoskim klubem lekkoatletycznym Libertas Majano
Przy ul. Jaworzańskiej w Górnej Wapienicy znajduje się stadion lekkoatletyczny KS Sprint, wybudowany w latach 1986–1987. Ma 1648 miejsc. W latach 90. na stadionie odbywały się wszystkie ważniejsze lekkoatletyczne zawody wojewódzkie i wiele imprez makroregionalnych. W 2001 r. stadion został zmodernizowany poprzez zadaszenie trybun, wymianę nawierzchni i poszerzenie bieżni.
W sąsiedztwie stadionu lekkoatletycznego położone jest boisko piłkarskie LKS-u o wymiarach 110 × 60 m i pojemności 100 miejsc. Zostało zbudowane w latach 50. i wyremontowane w latach 1985–1986. Od 2005 r. należy do Bielsko-Bialskiego Ośrodka Sportu i Rekreacji.
Największą imprezą sportowo-rekreacyjną jest organizowany od 2002 r. międzynarodowy mityng lekkoatletyczny Beskidianathletic.

## Religia

### Kościół Ewangelicko-Augsburski

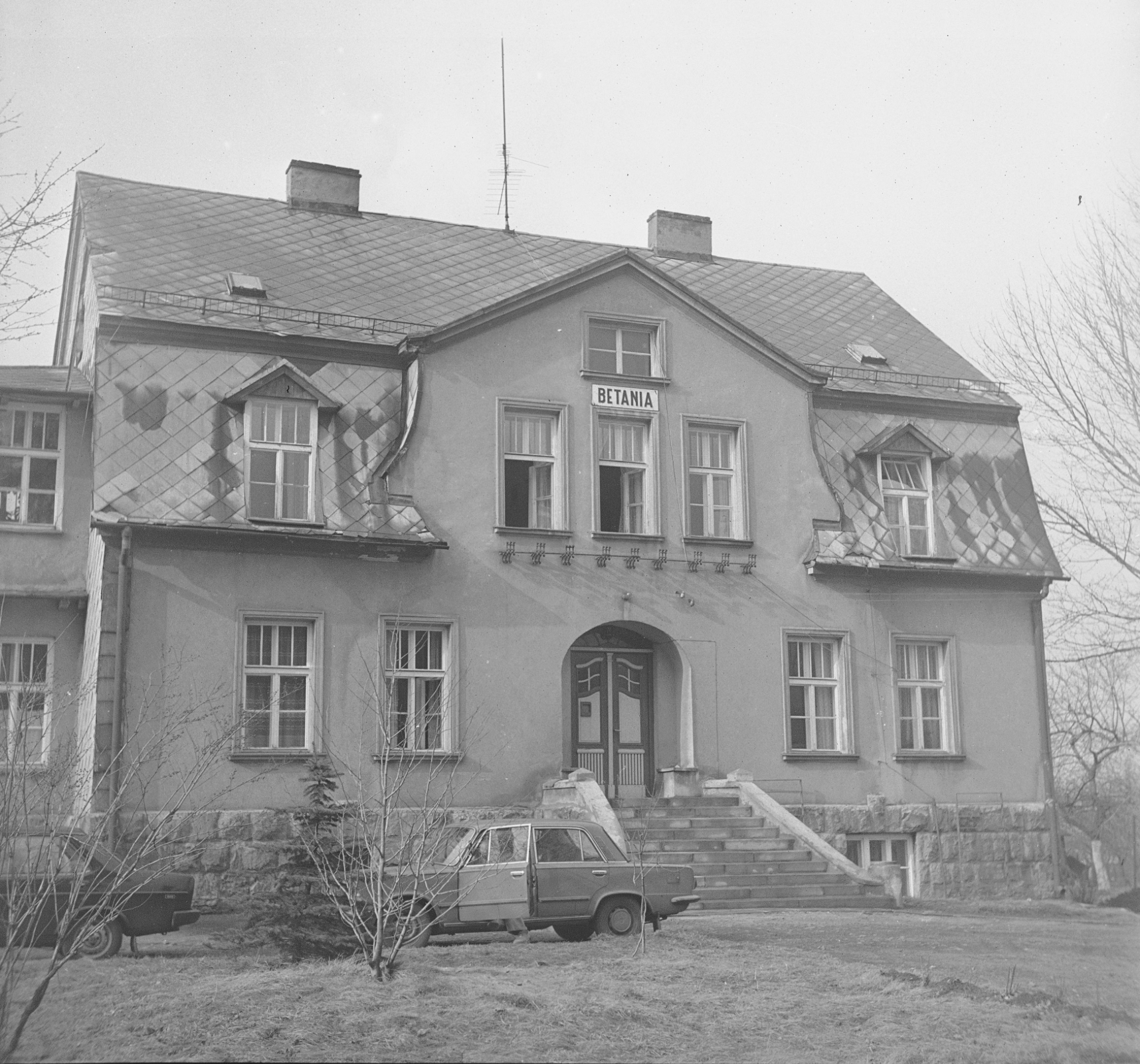
Dom Wypoczynkowy z kaplicą „Betania” w 1983

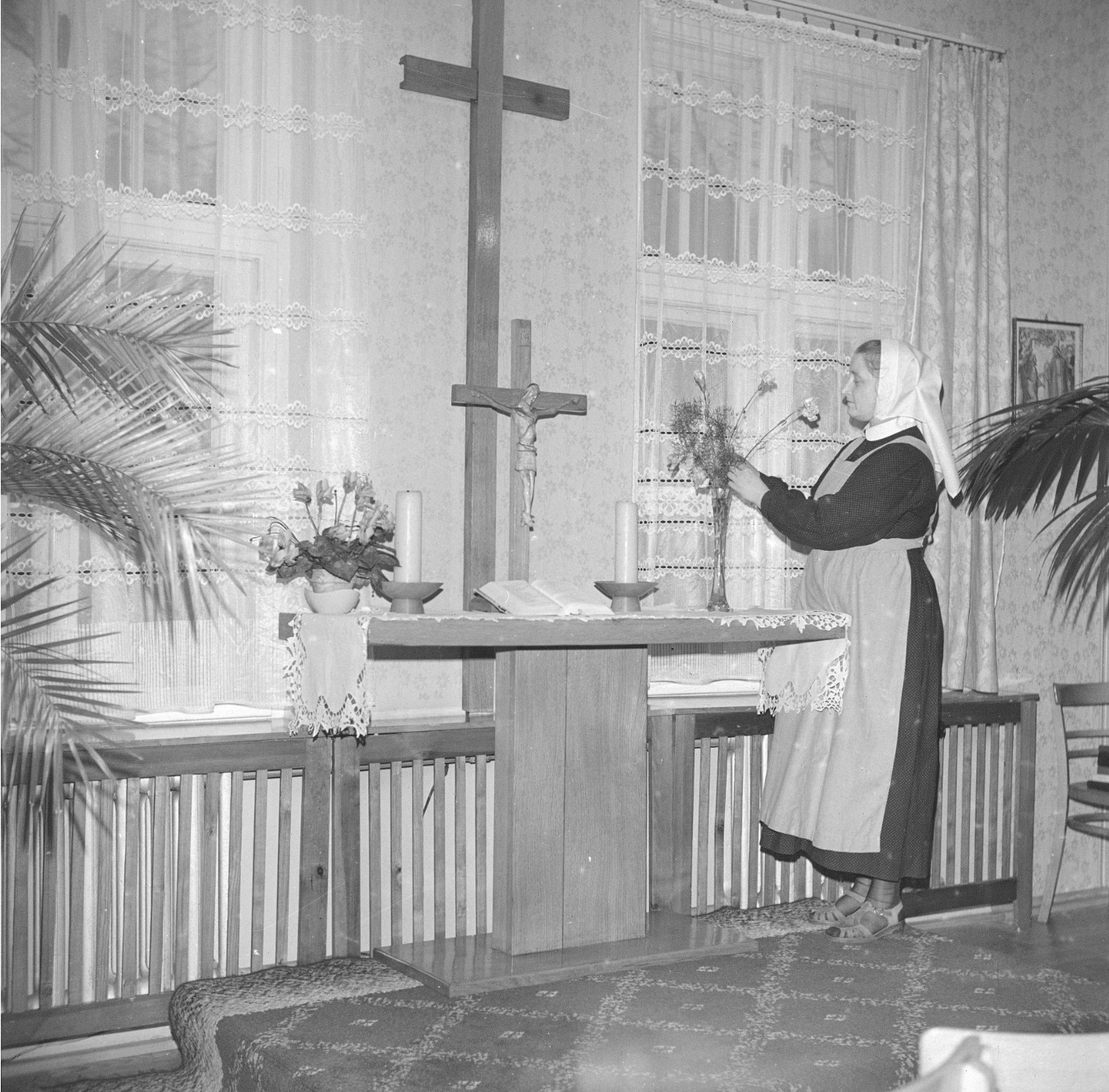
Siostra Irena Morawiec w kaplicy „Betania” w 1983

Pierwotnie większość w Wapienicy stanowiła ludność wyznania ewangelickiego, natomiast w związku z likwidacją tutejszego zboru w 1654 w późniejszym okresie dominować tu zaczął katolicyzm.
Po zakończeniu kontrreformacji (patent tolerancyjny wydany w 1781 r.) Wapienica stała się częścią parafii ewangelickiej w Bielsku (w latach 1709–1781 mieszkańcy wsi uczęszczali do kościoła Jezusowego w Cieszynie, jednego z „kościołów łaski”). W 1814 r. obszar miejscowości wszedł w skład nowo utworzonej parafii ewangelickiej w Starym Bielsku, gdzie cztery lata później wybudowano kościół Jana Chrzciciela – kościół parafialny, przez pewien czas także dla wapienickich wiernych. 
W latach 1912–1913 według projektu Rudolfa Hoinkesa w Wapienicy wybudowany został Dom Wypoczynkowy „Luisenheim” (współcześnie budynek przy ul. Miętowej 70), przeznaczony dla sióstr diakonatu w Bielsku, które w obiekcie prowadziły również ochronkę dla dzieci. W związku z włączeniem bielskiego diakonatu w trakcie II wojny światowej do diakonatu w Berlinie i brakiem możliwości jego funkcjonowania tu po jej zakończeniu, budynek ośrodka przeszedł na własność diecezji cieszyńskiej, jednak wkrótce został zajęty przez skarb państwa i przeznaczony na górniczy dom wczasowy Funduszu Wczasów Pracowniczych. 
W 1959 ośrodek przestał być wykorzystywany, w związku z czym senior diecezji ks. Adam Wegert rozpoczął starania w celu odzyskania budynku, chcąc otworzyć tu dom wypoczynkowy przeznaczony dla duchownych i innych pracowników Kościoła, co odbyło się za aprobatą Konsystorza oraz Biskupa Kościoła, ks. Andrzeja Wantuły. Rozmowy z zarządem Funduszu Wczasów Pracowniczych miały miejsce w dniach 22-25 sierpnia 1959 i poskutkowały odzyskaniem budynku przez diecezję. Nowy właściciel wypowiedział FWP umowę użytkowania obiektu 27 sierpnia 1959. 
Z uwagi na zły stan budynku, przystąpiono do jego remontu, który został przeprowadzony dzięki środkom pozyskanym z Funduszu Kościelnego, dotacji Konsystorza oraz funduszy własnych diecezji. Obiekt został otwarty i poświęcony 31 sierpnia 1960, w uroczystościach uczestniczył bp. Andrzej Wantuła. Ośrodek otrzymał wówczas nazwę „Betania”. Kierowniczkami domu zostały diakonise Magdalena Siebenkaes i Alma Kirst, pełniące wcześniej zarząd nad Ewangelickim Domem Wypoczynkowym „Marzenie” w Zachełmiu. W 1969 s. Alma Kirst z powodów zdrowotnych zrezygnowała ze stanowiska i przeniosła się do domu sióstr emerytek Diakonatu „Eben-Ezer”, a jej następczynią w „Betanii” została s. Irena Morawiec, która od czasu przejścia na emeryturę s. Magdaleny Siebenkaes w 1974 pozostała jedyną osobą kierującą ośrodkiem i funkcję tę sprawowała do 2009. W kaplicy ośrodka prowadzone były nabożeństwa dla okolicznych wiernych kościoła ewangelickiego, działał tu filiał podległy Parafii Ewangelicko-Augsburskiej w Jaworzu. 
W czerwcu 2009 obiekt został wydzierżawiony od diecezji przez parafię w Jaworzu, wówczas „Betania” stała się ogólnodostępnym ośrodkiem wczasowym prowadzonym na zasadach komercyjnych. Oprócz nabożeństw, jaworzańska parafia prowadziła tu również szkółki niedzielne.
W związku rezygnacją z administrowania nad budynkiem przez parafię w Jaworzu w 2021, został on przekazany 31 marca 2021 diecezji cieszyńskiej, a protokół w tej sprawie podpisany został 28 kwietnia 2021. Nabożeństwa w kaplicy „Betania” są organizowane przez diecezję cieszyńską i odbywają się regularnie dwa razy w miesiącu oraz w święta.

### Kościół rzymskokatolicki

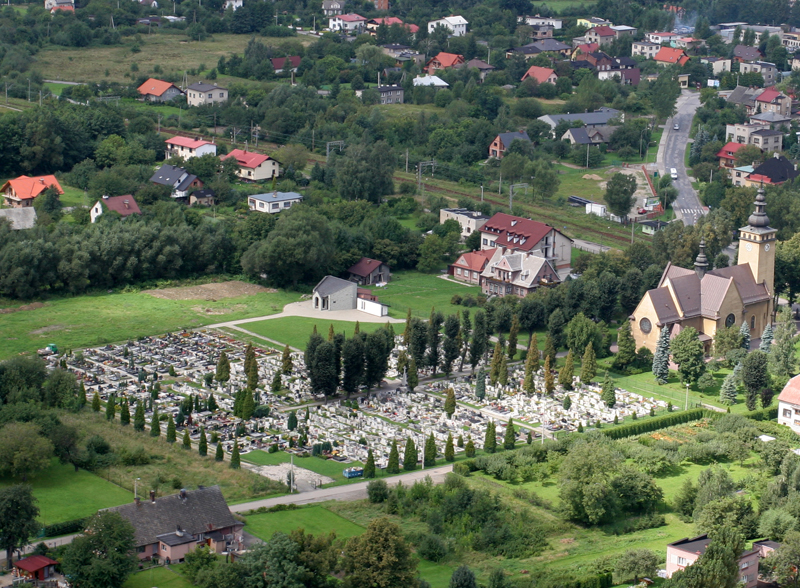
Widok z lotu ptaka na kościół św. Franciszka i cmentarz parafialny

Od początku swego istnienia Wapienica należała do katolickiej parafii św. Mikołaja w Bielsku. Starania o utworzenie odrębnej parafii podejmowano od 1916 r. Ostatecznie erygowano ją w 1931 r., wraz z budową niewielkiego kościoła św. Franciszka z Asyżu przy dzisiejszej ul. Międzyrzeckiej, który został znacznie rozbudowany w latach 1950–1952. Obecnie parafia należy do dekanatu Bielsko-Biała IV – Zachód w diecezji bielsko-żywieckiej. Przy kościele utworzono cmentarz parafialny. W 2000 r. oddano do użytku dom przedpogrzebowy na cmentarzu oraz poświęcono kaplicę św. Pio z Pietrelciny mieszczącej się przy dawnym hotelu Klimczokówka (ul. Zapora). W parafii istnieje III zakon franciszkański (franciszkański zakon świeckich).

### Kościół Zielonoświątkowy
Na bazie spotkań małej grupy wierzących prowadzonych od 1915 i będących efektem pracy misyjnej Adolfa Małysza, w 1920 w Jaworzu Dolnym powstał zbór zielonoświątkowy, należący Związku Stanowczych Chrześcijan, w skład którego weszli również wierni z Wapienicy. Jego siedziba została kilka miesięcy później przeniesiona do Jaworza Średniego. W okresie międzywojennym rodziny wapienickich zielonoświątkowców odwiedzał często Paweł Wojnar, prezes Związku Stanowczych Chrześcijan. Na czas II wojny światowej rozwój zboru został ograniczony, wstrzymana została działalność misyjna. 
Prowadzenie nabożeństw po wojnie zostało wznowione w 1945 w prywatnym budynku mieszkalnym należącym do rodziny Kominków, położonym w Wapienicy, dokąd przeniesiono wówczas siedzibę wspólnoty. W 1947 zbór w Wapienicy wraz z całym Związkiem Stanowczych Chrześcijan wszedł w skład Zjednoczonego Kościoła Ewangelicznego. Z racji uciążliwości prowadzenia działalności w lokalu prywatnym oraz rozwoju liczebnego wspólnoty, w latach 1957–1959 dokonano budowy własnego domu zborowego z kaplicą na 150 miejsc siedzących, który otrzymał adres Wapienica 313 (później ul. Zagajnik 46). Po włączniu Wapienicy do Bielska-Białej w 1977 nazwa wspólnoty została zmieniona na zbór w Bielsku-Białej.
Po rozwiązaniu w 1987 Zjednoczonego Kościoła Ewangelicznego, wapienicki zbór wszedł w skład Kościoła Zielonoświątkowego, a rok później przyjął nazwę „Filadelfia”. Z uwagi na stały rozrost liczebny, w 1988 rozpoczęto budowę nowej siedziby zlokalizowanej przy ul. Lotniczej, wstrzymaną jednak w 1991. Na początku lat 90. XX wieku z powodu zbyt małej powierzchni kaplicy w Wapienicy, nabożeństwa niedzielne przeniesiono do wynajmowanej auli I Liceum Ogólnokształcącego, natomiast w 2001 wznowiona została budowa kościoła przy ul. Lotniczej, dokąd od 1 kwietnia 2002 przeniesiono z Wapienicy siedzibę zboru. 

### Pozostałe wyznania
Żydzi oraz wyznawcy innych religii zawsze stanowili w Wapienicy zdecydowaną mniejszość. Według danych z austriackiego spisu powszechnego, w 1910 r. miejscowość zamieszkiwało siedmiu żydów (przynależących do gminy wyznaniowej w Bielsku) i dziesięć osób innego niż judaizm, katolicyzm lub protestantyzm, wyznania.
W Wapienicy znajduje się siedziba Parafii Ewangelicko-Metodystycznej w Bielsku-Białej. Działalność kaznodziejską prowadzi tu też zbór Świadków Jehowy (Bielsko-Biała Wapienica).

## Komunikacja

### Transport drogowy

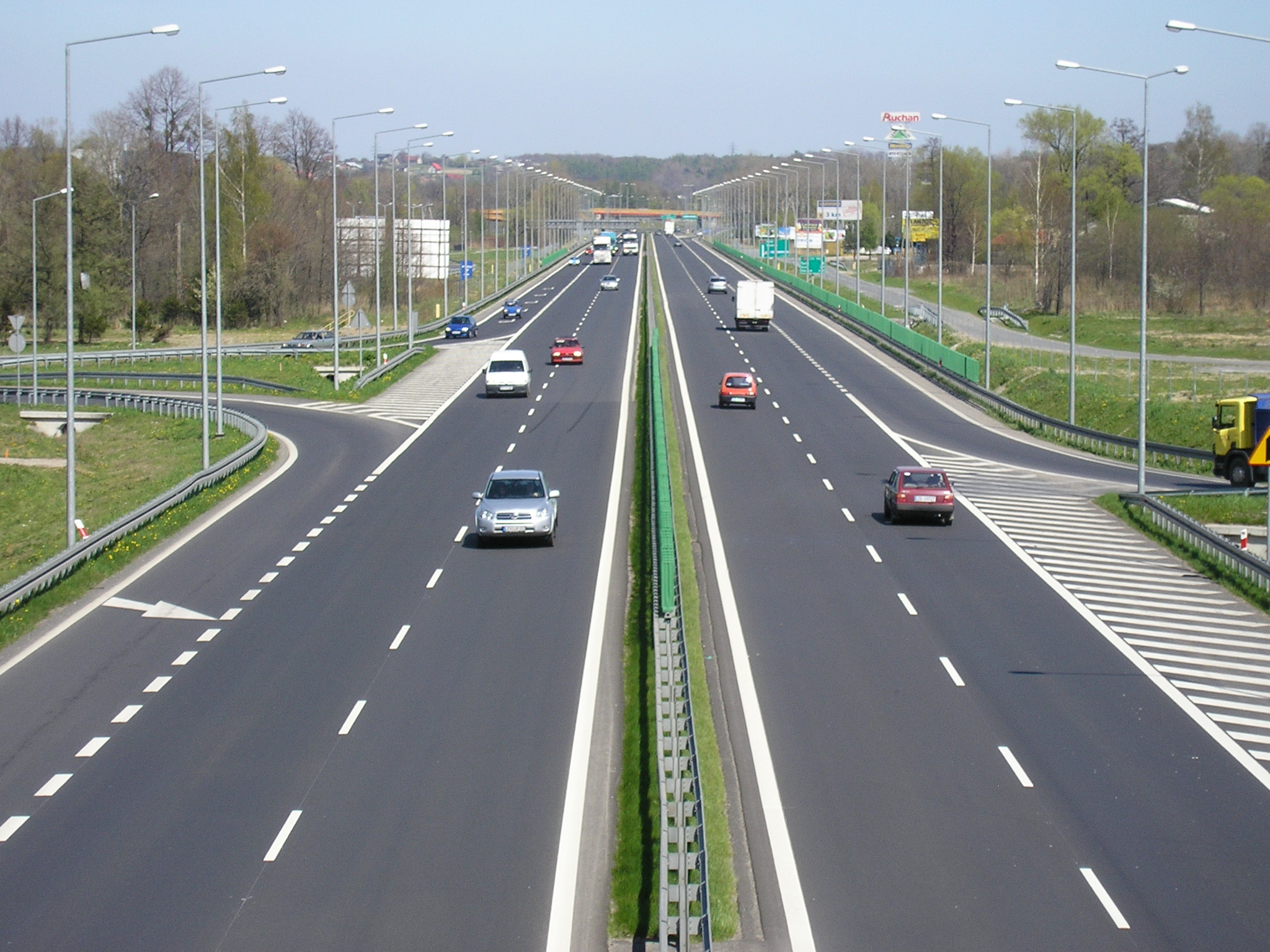
Droga ekspresowa S1

Przez północną część Wapienicy przebiega droga ekspresowa S52 (E75) E462 z Bielska-Białej do Cieszyna, gdzie łączy się z czeską D48. W sąsiedztwie Specjalnej Strefy Ekonomicznej znajduje się węzeł drogowy Bielsko-Biała – Wapienica – zjazd na ul. Międzyrzecką. Droga ekspresowa w granicach miasta nosi nazwę ul. Bohaterów Monte Cassino.
Status drogi powiatowej mają:
- ul. Międzyrzecka, prowadząca z centrum Wapienicy do Międzyrzecza Górnego
- ul. Jaworzańska, prowadząca z centrum Wapienicy do Jaworza
- ul. Cieszyńska, część drogi prowadzącej z centrum Bielska-Białej, przez Jaworze, Jasienicę, Grodziec, Skoczów, Międzyświeć do Cieszyna – alternatywna wobec S1 (w przyszłości może stać się drogą wojewódzką[46]).

Inne główne ulice przebiegające przez Wapienicę to:
- ul. Jana III Sobieskiego – jedna z najdłuższych ulic miasta, wiodąca od Starego Miasta przez Górne Przedmieście, osiedle Piastowskie, Stare Bielsko do Dolnej Wapienicy (kończy się skrzyżowaniem z ul. Międzyrzecką)
- ul. T. Regera – równoległa do ul. Międzyrzeckiej; biegnie od ul. Cieszyńskiej do Jana III Sobieskiego, a jej przedłużeniem jest ślepa ul. Wypoczynkowa
- ul. Zapora – odnoga ul. Jaworzańskiej w kierunku Doliny Wapienicy

### Kolej

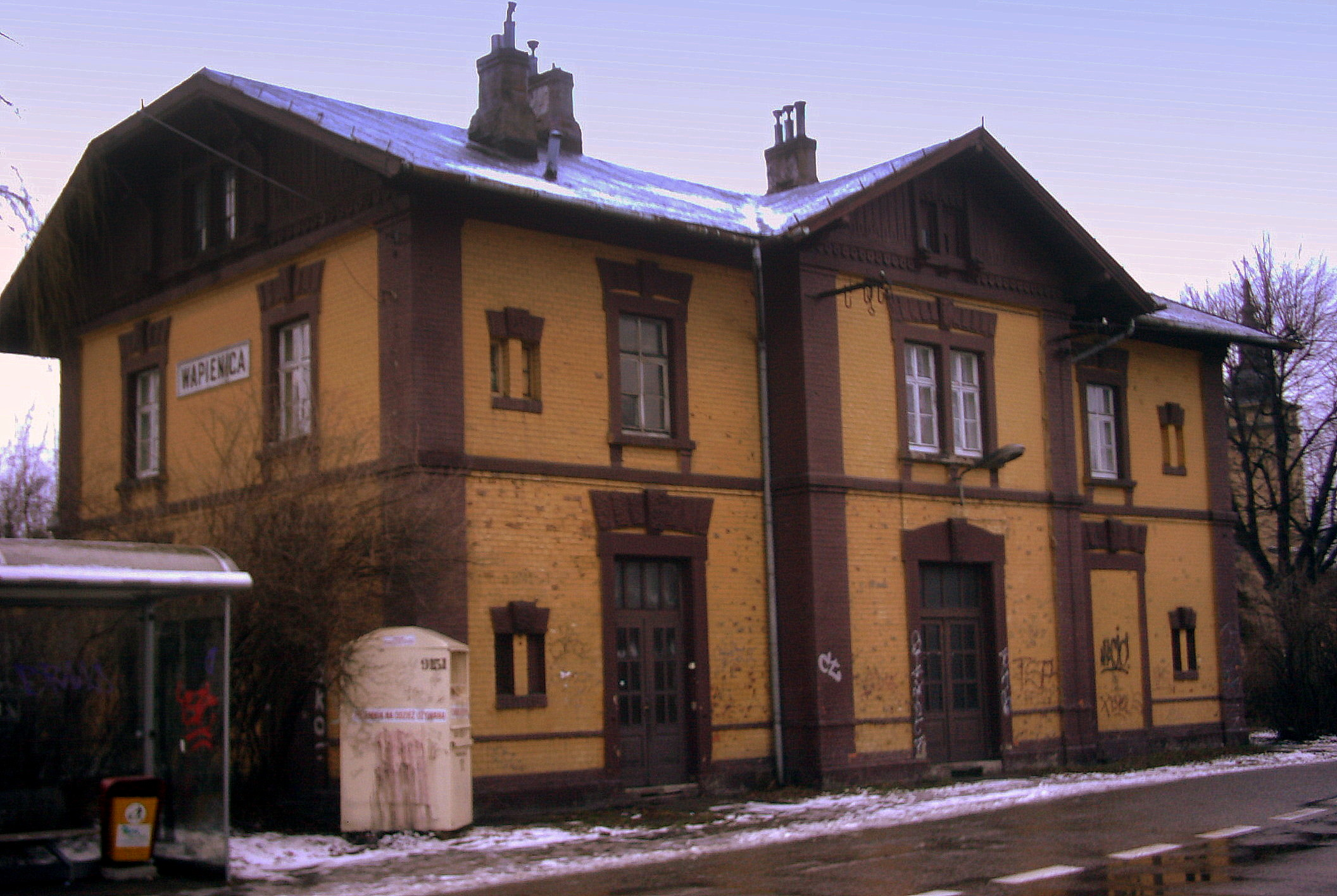
Budynek stacji od strony ul. Dworcowej

Przez Wapienicę przebiega linia kolejowa nr 190 z Bielska-Białej przez Skoczów do Cieszyna, która powstała w 1888 r. (Kolej Miast Morawsko-Śląskich). Jest to linia jednotorowa, w całości zelektryfikowana.
Przy ul. Dworcowej, w samym centrum dzielnicy, znajduje się stacja kolejowa Bielsko-Biała Wapienica. Ma cztery tory i jeden peron
Od stycznia 2009 r., w związku z cięciami połączeń przez PKP Przewozy Regionalne, na stacji nie zatrzymują się żadne pociągi. Wcześniej można było stąd dojechać m.in. do Wisły, Cieszyna, Czeskiego Cieszyna, Skoczowa czy dworca Bielsko-Biała Główna.
Ze stacji odchodzi nieużywana od 2004 r. bocznica do składu paliw Orlen przy ul. Lajkonika.

### Komunikacja miejska i lokalna
Do Wapienicy dociera sześć linii autobusowych MZK Bielsko-Biała: 7, 10, 16, 20, 24 i N1, oraz jedenaście linii Komunikacji Beskidzkiej:121, 122, 123, 124,125, 127, 129, 131, 132, 133 i 134
Pętla linii nr 7 znajduje się na ul. Dzwonkowej, przy granicy miasta z Jaworzem. „10” kursuje ul. Międzyrzecką do Dolnej Wapienicy – zależnie od kursu: na ul. Strażacką, do Beskidzkiej Giełdy Hurtowej, Parku Przemysłowego i Usługowego lub drogą S1 do hipermarketu Leroy Merlin w Starym Bielsku. W tym samym kierunku jedzie „20” (ul. Strażacka lub Park Przemysłowy), 24 do pętli przy Strażackiej lub do Wapienica ARR (Uniwersytet Medyczny) przez Stare Bielsko. Do Górnej Wapienicy można dojechać jedynie autobusem linii nr 16, którego trasa biegnie ul. Jaworzańską, Zapora i Tartaczną na skraj Doliny Wapienicy. N1 to linia nocna, której pętla znajduje się w samym centrum dzielnicy (przystanek Wapienica Centrum). Wszystkie sześć linii prowadzi przez ul. Cieszyńską i dociera do sąsiednich Aleksandrowic, a także do ścisłego centrum miasta (okolice Dworca Głównego). Przez Wapienicę kursują również dwie bezpłatne linie do hipermarketu Auchan.
Na terenie dzielnicy znajduje się dziewiętnaście przystanków MZK. „Wapienica Centrum”, położony przy skrzyżowaniu ul. Cieszyńskiej i T. Regera, jest przystankiem wspólnym dla wszystkich linii autobusowych.
Przez zachodnią dzielnicę Bielska-Białej przejeżdżają również liczne autobusy PKS, którymi można dojechać do większości miejscowości powiatu bielskiego i cieszyńskiego. Trasy tych autobusów są w znacznej mierze obsługiwane również przez przewoźników prywatnych (tzw. busy). W Wapienicy jest siedem przystanków PKS. Są one wspólne z MZK, jednak noszą inne nazwy.